# Repubblica romana
La Repubblica romana (in latino: Res Publica Romana) fu il sistema di governo della città di Roma nel periodo compreso tra il 509 a.C. e il 27 a.C., quando l'Urbe fu governata da un'oligarchia repubblicana. Essa nacque a seguito di contrasti interni che portarono alla fine della supremazia della componente etrusca sulla città e al parallelo decadere delle istituzioni monarchiche. La sua fine viene invece convenzionalmente fatta coincidere, circa mezzo millennio dopo, con la fine di un lungo periodo di guerre civili che segnò de facto (sebbene formalmente non avvenne in forma istituzionale) la fine della forma di governo repubblicana, a favore di quella del Principato. Qui di seguito il passo fondamentale di Tito Livio, che descrive le ragioni che portarono alla caduta della monarchia dei Tarquini, considerando che i tempi erano ormai maturi:
(Tito Livio, Ab Urbe condita libri, II, 1.)
Quella della Repubblica rappresentò una fase lunga, complessa e decisiva della storia romana: costituì un periodo di enormi trasformazioni per Roma, che da piccola città stato quale era alla fine del VI secolo a.C. divenne, alla vigilia della fondazione dell'Impero, la capitale di un vasto e complesso Stato, formato da una miriade di popoli e civiltà differenti, avviato a segnare in modo decisivo la storia dell'Occidente e del Mediterraneo.
In questo periodo si inquadrano la maggior parte delle grandi conquiste romane nel Mediterraneo e in Europa, soprattutto tra il III e il II secolo a.C.; il I secolo a.C. fu invece, come detto, devastato dai conflitti intestini dovuti ai mutamenti sociali, ma fu anche il secolo di maggiore fioritura letteraria e culturale, frutto dell'incontro con la cultura ellenistica e riferimento "classico" per i secoli successivi.
Riguardo alla forma di governo, lo storico greco Polibio affermerà che quello della repubblica romana è il migliore esempio di Costituzione mista, poiché rappresenta la perfetta unione tra la monarchia, incarnata dai Consoli, l'oligarchia, incarnata dal Senato, e la democrazia, incarnata dalle Assemblee romane, i famosi comizi.

## Civiltà romana repubblicana
Per ogni aspetto della società repubblicana (es. forma di governo, diritto, religione, economia, cultura letteraria, artistica, ecc.) si rimanda alla voce Civiltà romana. Vale qui la pena ricordare solo che i più alti comandi, come quello dell'esercito e il potere giudiziario, che in età regia erano prerogativa del re, in epoca repubblicana, tranne che in poche occasioni, furono assegnati a due consoli, mentre per quanto riguarda l'ambito religioso, prerogative regie furono attribuite al pontifex maximus. Con la progressiva crescita di complessità dello Stato romano si rese necessaria l'istituzione di altre cariche (edili, censori, questori, tribuni della plebe) che andarono a costituire le magistrature.
Per ognuna di queste cariche venivano osservati tre principi: l'annualità, ovvero l'osservanza di un mandato di un anno (faceva eccezione la carica di censore, che poteva durare fino a 18 mesi), la collegialità, ovvero l'assegnazione dello stesso incarico ad almeno due uomini alla volta, ognuno dei quali esercitava un potere di mutuo veto sulle azioni dell'altro, e la gratuità.
Il secondo pilastro della repubblica romana erano le assemblee popolari, che avevano diverse funzioni, tra cui quella di eleggere i magistrati e di votare le leggi. La loro composizione sociale differiva da assemblea ad assemblea; tra queste l'organo più importante erano comunque i comizi centuriati, in cui il peso nelle votazioni era proporzionale al censo, secondo un meccanismo (quello della divisione delle fasce censitarie in centurie) che rendeva preponderante il peso delle famiglie patrizie.
Il terzo fondamento politico della repubblica era il Senato, già presente nell'età della monarchia. Costituito da 300 membri, capi delle famiglie patrizie (Patres) ed ex consoli (Consulares), aveva la funzione di fornire pareri e indicazioni ai magistrati, indicazioni che poi divennero de facto vincolanti. Approvava inoltre le decisioni prese dalle assemblee popolari.

## Nascita e consolidamento (509-343 a.C.)

### La cacciata dei Re da Roma (509 a.C.)

#### Leggenda

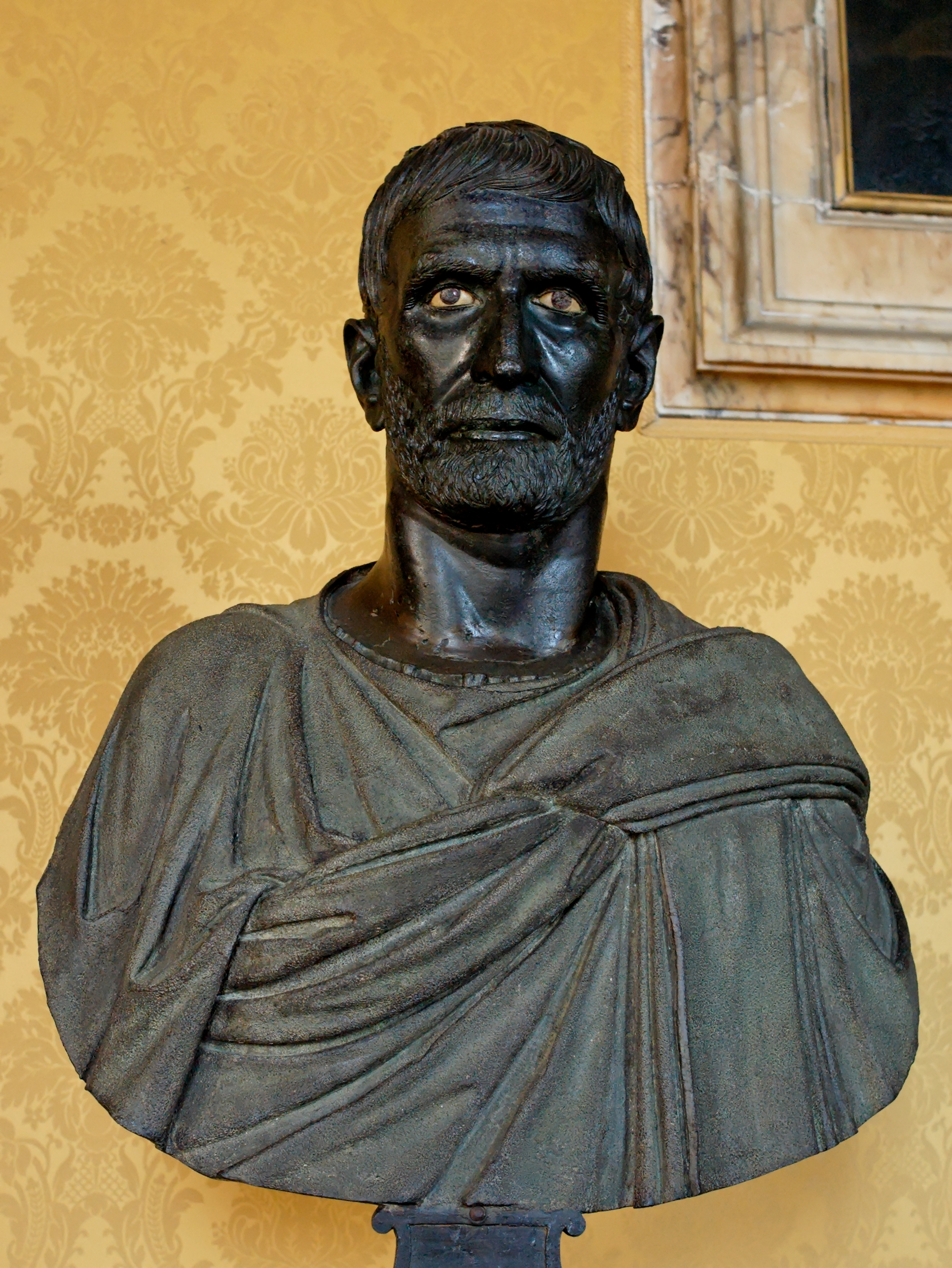
Testa detta di Bruto capitolino (Musei Capitolini-Roma).

Si racconta che mentre Tarquinio il Superbo stava assediando la città dei Rutuli di Ardea, il figlio Sesto Tarquinio abusò della nobile ed onestissima Lucrezia (moglie di Lucio Tarquinio Collatino), che per la vergogna si suicidò. Il marito Lucio Tarquinio Collatino, il padre Spurio Lucrezio Tricipitino e l'amico Lucio Giunio Bruto (anch'egli imparentato con i Tarquini), convinsero i Romani a ribellarsi e a rovesciare la monarchia nel 509 a.C., abbandonando il re e chiudendogli in faccia le porte della città. La famiglia di Lucrezia guidò, quindi, la rivolta che costrinse alla fuga i Tarquini, che dovettero così abbandonare Roma per rifugiarsi in Etruria. Lucio Tarquinio Collatino, marito di Lucrezia, e Lucio Giunio Bruto vinsero le elezioni come primi due Consoli, supremi magistrati della neo Repubblica romana.
La leggenda narra che il sovrano esule si rivolse prima agli Etruschi di Veio e Tarquinia, poi a quelli di Chiusi, governati dal lucumone Porsenna, in entrambi i casi per chiedere un sostegno militare esterno e poter così rientrare a Roma. Entrambe le sue richieste furono accolte, ed in entrambi i casi il conflitto che ne risultò, alla fine, si risolse a favore di Roma, sostenuta da aiuti soprannaturali, come la voce che proclamò la vittoria dei Romani guidati da Lucio Giunio Bruto e Publio Valerio Publicola sugli etruschi di Veio e Tarquinia, o da singoli atti di valore dei Romani, come quelli di Orazio Coclite, Muzio Scevola e Clelia, che convinsero Porsenna a levare l'assedio da Roma.

#### Contesto storico
Quando i Romani riuscirono a cacciare i Tarquini nel 509 a.C., furono favoriti dal fatto che la potenza etrusca era ormai in pieno declino nell'Italia meridionale. Basti ricordare che pochi anni prima (nel 524 a.C.), gli Etruschi erano stati battuti presso Cuma dalle forze greche poste sotto il comando dello stratega Aristodemo, segnando la fine del loro espansionismo e l'inizio del crollo della signoria etrusca a sud del Tevere. Ciò condusse le genti latine a ribellarsi, come dimostra la successiva battaglia di Aricia, nella quale i Latini, soccorsi da Aristodemo, ottennero una decisiva vittoria per la loro indipendenza, sconfiggendo le forze etrusche poste sotto il comando del figlio di Porsenna, Arunte. Roma approfittò della nuova situazione venutasi a creare.
Il significato storico che sta sotto l'elaborazione leggendaria della fondazione della repubblica riguarda due aspetti fondamentali per la storia militare e sociale romana: l'emancipazione politica dagli Etruschi e, soprattutto, l'esito del contrasto tra l'istituzione monarchica ed il ceto dei Patrizi; questi ultimi, preoccupati dalle iniziative politiche popolari sostenute dai re etruschi (come la riforma centuriata e l'imposizione fiscale "progressiva"), che sembravano condurre ad un sempre crescente peso della plebe, si assicurarono con la cacciata di Tarquinio il Superbo il controllo politico e sociale attraverso un istituto oligarchico.
Vi è da aggiungere che vi fu un'altra componente che favorì la cacciata da Roma degli Etruschi: l'alleanza con i Sabini. Questi ultimi, scendendo dai monti verso il Latium vetus, andarono ad insidiare il fianco etrusco. Questa collaborazione latino-sabina è confermata - secondo il De Francisci - non solo in base a quanto riferito da Livio (secondo il quale Attius Clausus con la gens Claudia ed i suoi clientes vennero ammessi nel territorio romano) ma anche dal fatto che Appio Erdonio (di chiara origine sabina) si impadronì del Campidoglio (nel 460 a.C.). In aggiunta a ciò, va tenuto presente che molte delle cariche più elevate di questi anni vennero occupate da gentes sabine come i Valerii, i Claudii, i Postumii e i Lucretii.
Il periodo immediatamente successivo alla cacciata dei Tarquini fu segnato da una crisi militare ed economica per l'Urbe: l'espansione territoriale guidata dai re fu seguita da una controffensiva dei popoli circostanti (Equi e Volsci), che ridimensionarono i confini di Roma, mentre l'emarginazione dei ceti plebei artigiani e mercantili, che sotto la monarchia avevano guidato la crescita economica della città, portarono ad una recessione economico-agricola dominata dai grandi proprietari terrieri.
I primi Consoli assunsero il ruolo del re con l'eccezione dell'alto sacerdozio nell'adorazione di Iuppiter Optimus Maximus nel grande tempio sul colle Capitolino. Per quel compito i Romani elessero un Rex sacrorum o "Re delle cose sacre". Fino alla fine della Repubblica, l'accusa di volersi dichiarare re, rimase una delle più gravi accuse a cui poteva incorrere un personaggio potente (ancora nel 44 a.C. gli assassini di Giulio Cesare sostennero di aver agito per prevenire la restaurazione di una monarchia esplicita).

### I primi anni della Repubblica (509-496 a.C.)

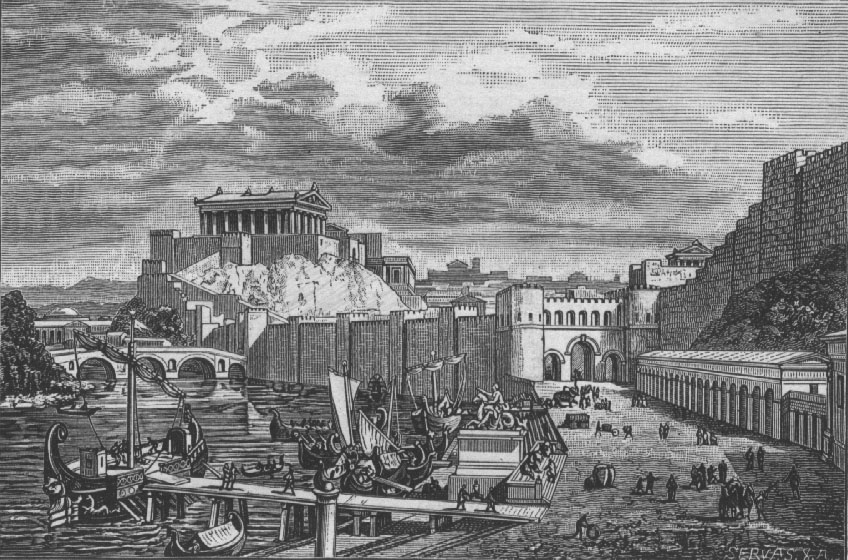
Il Campidoglio in età repubblicana

I primi anni della Repubblica furono caratterizzati dalla necessità di stabilizzare il nuovo ordine, difendendolo sia da nemici interni (coloro che venivano accusati di voler restaurare il regime monarchico), sia dai nemici esterni, che, contando sulla debolezza del nuovo regime, provarono a recuperare la propria indipendenza dallo Stato romano. Nel 507 a.C. il Tempio di Giove Ottimo Massimo, per secoli simbolo della potenza romana, fu dedicato al dio da uno dei primi consoli repubblicani, Marco Orazio Pulvillo, quasi ad avocare al nuovo stato un tempio voluto e realizzato dagli ultimi tre re di Roma.
In qualche modo, la difesa del nuovo ordine della Repubblica, da quello appena rovesciato della monarchia, fu un movimento storico che a Roma assunse caratteri di psicosi collettiva, considerando che lo stesso Publio Valerio (il futuro Publicola ovvero amico del popolo), dovette difendersi dall'accusa di voler farsi re, costretto poi ad abbattere la dimora che stava costruendo in cima al Velia e promulgando una legge che permetteva a tutti i cittadini romani di uccidere chiunque avesse tentato di farsi re. Lo stesso Valerio introdusse il diritto di provocatio ad populum, che garantiva ad ogni cittadino che fosse stato condannato da un magistrato alla pena capitale, di appellarsi al popolo per trasformare la pena inflittagli, e la nomina di due questori da parte del popolo.

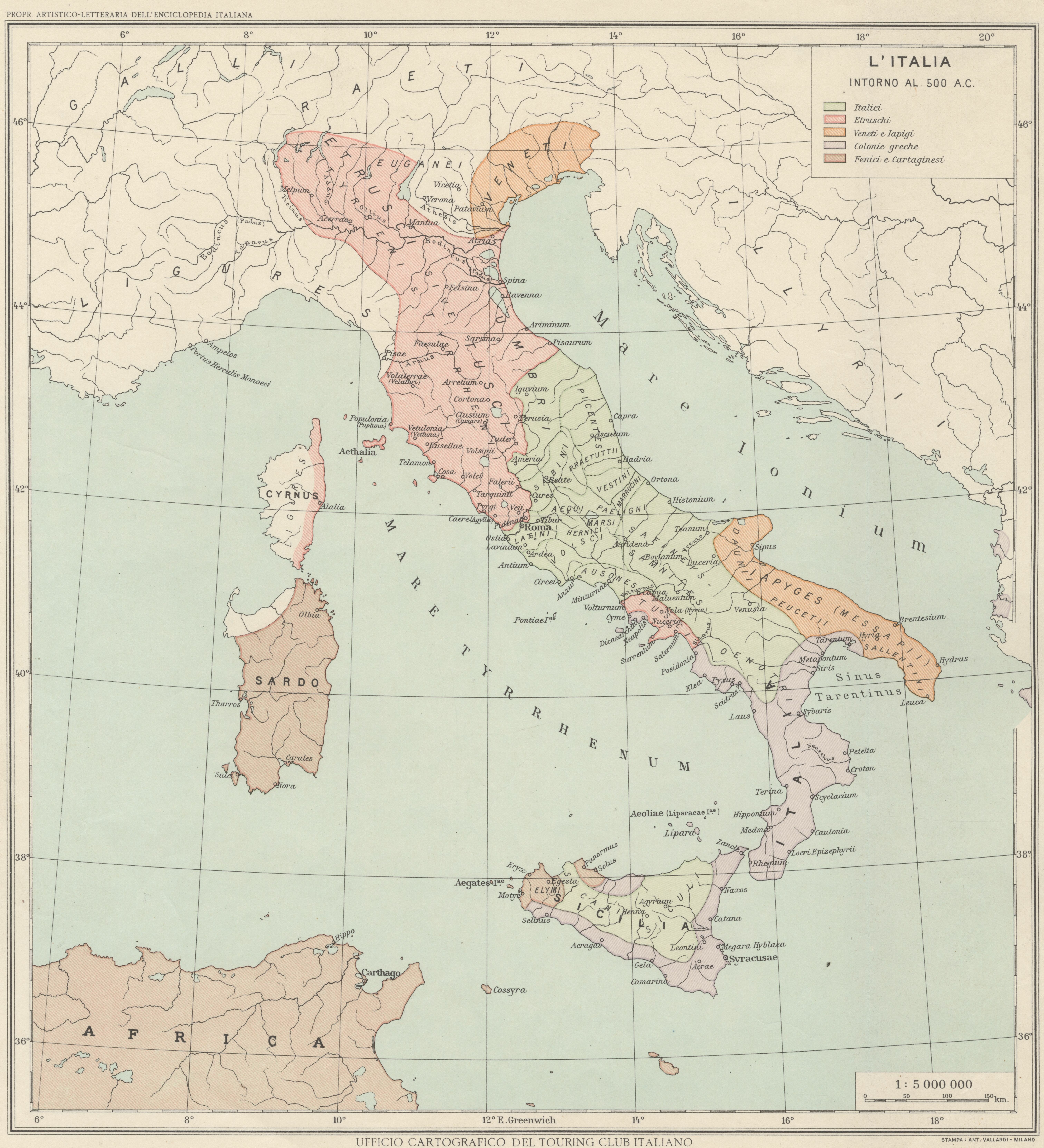
Mappa d'Italia nel 500 a.C.

Il corpo sociale era in fermento: all'ordine più tradizionalista, come quello legato alle famiglie patrizie, si contrapponeva il popolo romano (la plebe), in un movimento dialettico che sfociò anche nella violenza e che sarebbe emerso più chiaramente nel decennio successivo, con la prima secessione della plebe del 494 a.C.
Dal punto di vista militare, dopo essersi garantita l'indipendenza dal potente vicino etrusco, Roma si trovò a dover ristabilire la propria autorità lungo i confini settentrionali con i Sabini, che sempre più spesso compivano scorrerie in territorio romano (nel 505 a.C. sull'Aniene e 504 a.C. nei pressi di Fidene), e verso i meridionali, dove la colonia di Pometia fu duramente punita per essere passata dalla parte degli Aurunci.
Che i Romani si sentissero accerchiati, lo si desume dai trionfi che furono accordati per vittorie forse anche di modeste dimensioni, ma ancor più dall'istituzione della figura del dittatore, carica che per la prima volta fu attribuita nel 501 a.C. a Tito Larcio, in previsione di una futura guerra contro una lega di città latine. È in queste condizioni che si sviluppò quella che potremmo definire una prima forma di "politica estera" dello stato romano: il divide et impera, teso a dividere gli avversari, grazie ad azioni diplomatiche, per poi arrivare allo scontro campale con un nemico indebolito nella propria consistenza numerica.

### Roma e i Latini (496-494 a.C.)

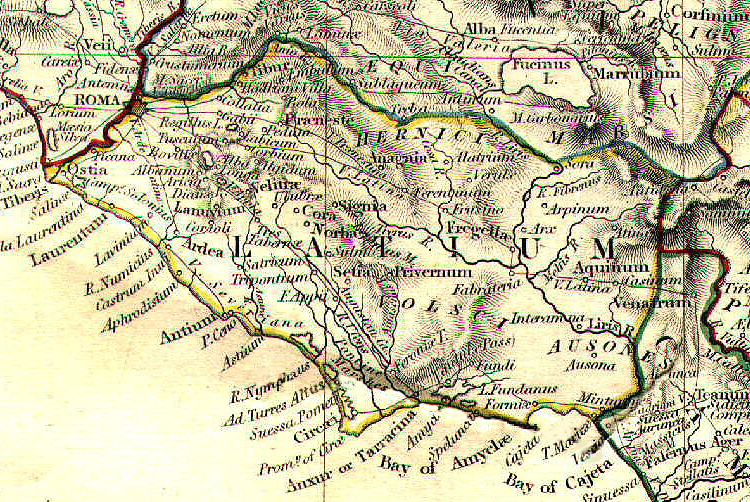
Il Latium vetus secondo lHistorical Atlas

Roma era rimasta esclusa dalla lega delle città latine limitrofe, forse anche in virtù dell'influenza della componente etrusca della città: la ricerca di nuove terre coltivabili e di vie di comunicazione contrappose presto l'Urbe agli altri centri latini.
Un nuovo equilibrio fu stabilito con il Foedus Cassianum (la data è incerta, ma non successiva al 493 a.C.), un trattato di pace stipulato tra Romani e Latini, che rimase in vigore fino al 338 a.C., conseguenza dello scontro tra le due parti, conclusosi con la Battaglia del lago Regillo, di fatto l'ultimo tentativo di Tarquinio il Superbo (e quindi della componente etrusca che a lui faceva riferimento) di rientrare nell'Urbe. Sebbene i Romani prevalsero sul campo, con il trattato Roma riconosceva alle città latine la loro autonomia ma si riservava il Supremo Comando in caso di guerra. L'alleanza aveva, perciò, uno scopo prettamente difensivo, in vista delle incombenti minacce degli Equi, dei Volsci e degli Aurunci.

### Vicende politiche interne (494-487 a.C.)
Intanto la città era teatro di violenti conflitti tra patrizi e plebei, conflitti che trovavano origine nella richiesta dei secondi di essere rappresentati nelle istituzioni della città (istituzioni che, dopo la caduta della monarchia, erano appannaggio esclusivo dei patrizi) e di non essere ridotti in schiavitù, in applicazione del Nexum, perché debitori a seguito di eventi bellici. In quel frangente l'Urbe riuscì a resistere alle forze esterne solo ritrovando l'accordo tra i due ordini (il dittatore Manio Valerio Massimo promise le riforme a guerra conclusa) i quali, compatti, con rapide ed efficaci azioni militari riuscirono nel 494 a.C. a respingere gli attacchi dei Sabini, Equi e Volsci.
A guerra conclusa, poiché i patrizi non volevano concedere ai plebei quanto promesso, soprattutto a causa della forte opposizione a questa riforma dell'ala più oltranzista dei patrizi guidata da Gneo Marcio, conosciuto come Coriolano, questi per la prima volta nella storia romana adottarono come forma di lotta politica la secessio plebis, ovverosia abbandonarono la città, ritirandosi sul monte Sacro appena fuori le mura cittadine, rifiutandosi di rispondere alla chiamata alle armi dei Consoli.
La prima secessione dei plebei si concluse quando questi videro accolte alcune delle loro richieste, tra le quali la più importante era senza dubbio quella dell'istituzione nel 494 a.C. della figura del tribuno della plebe; peraltro il ricomporsi della frattura tra i due ordini non comportò il ristabilirsi della concordia interna.

### Primi scontri con Equi, Volsci ed Ernici (493-480 a.C.)

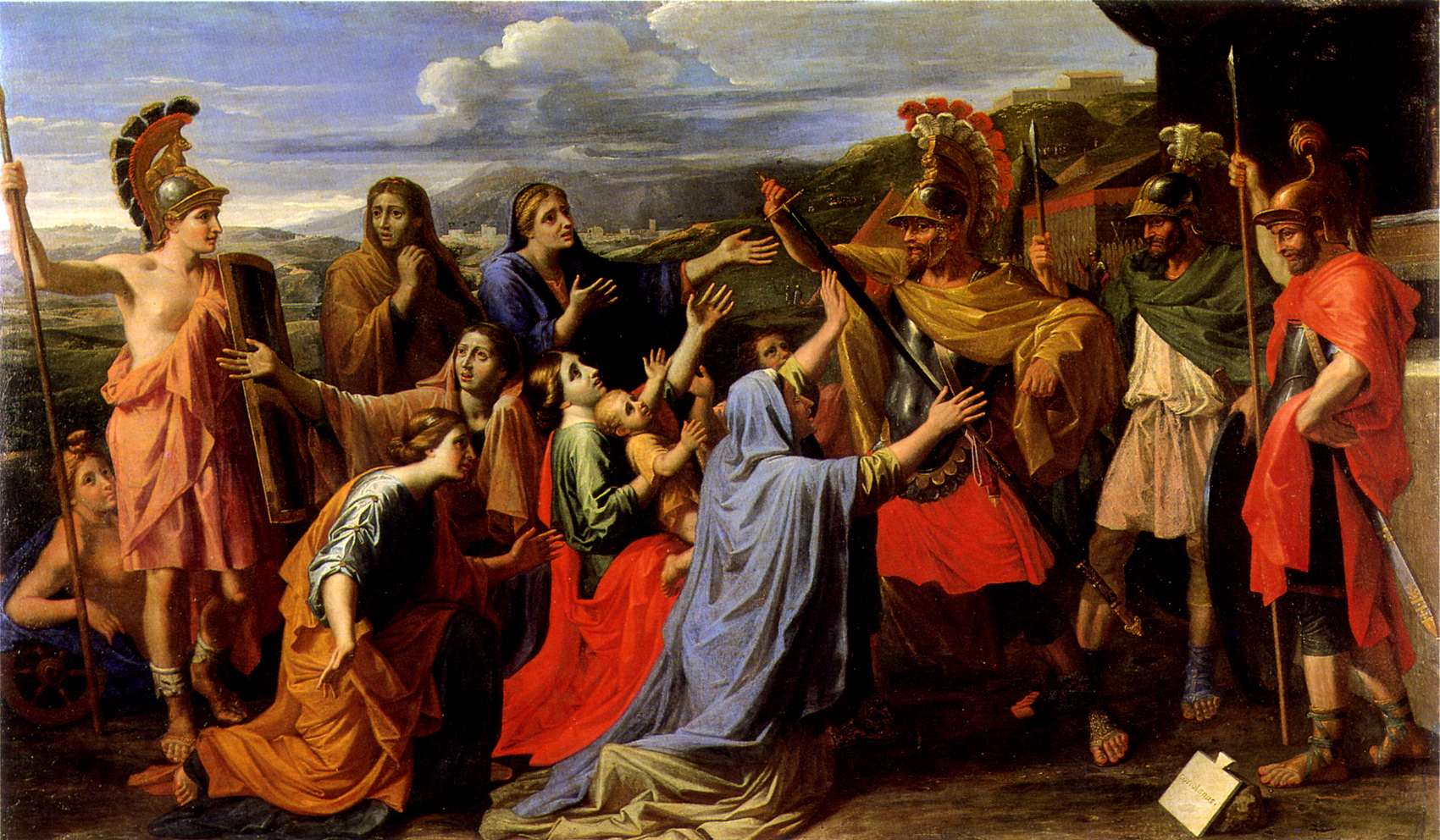
Veturia ai piedi di Coriolano, di Nicolas Poussin

Le vicende di Coriolano, esiliato da Roma a seguito delle accuse mossegli dai tribuni, condottiero dei Volsci contro la sua città natale fin sotto le mura cittadine, ritiratosi solo grazie all'intervento delle donne romane (488 a.C.), sia che siano state reali, o il frutto di una successiva rielaborazione storica, riportano di quale intensità fossero le tensioni sociali interne alla città, che si aggiungevano a quelle esterne connesse alla dura guerra contro i Volsci, che caratterizzò quel periodo.
Nel periodo successivo, dal 487 a.C. al 480 a.C., Roma tornò ad essere impegnata in una serie di scontri con le popolazioni vicine di Volsci, Ernici, Equi, oltre agli Etruschi della città di Veio, quasi tutti dall'esito favorevole, anche se nel 484 a.C. i Romani subirono una pesante sconfitta in battaglia da parte dei Volsci davanti alle porte di Anzio, e la vittoria dei romani sui vejenti nel 480 a.C. costò loro pesantissime perdite, tra le quali quella del console Gneo Manlio Cincinnato.
Oltre ai tradizionali motivi di rivalità, le città limitrofe trovarono motivazioni per le loro incursioni nell'evidente debolezza di Roma, attraversata in quegli anni da feroci lotte intestine, legate alla questione della legge agraria, voluta dal console Spurio Cassio Vecellino nel 486 a.C., che per questo fu condannato a morte l'anno successivo per accuse mossegli dai patrizi. Nonostante vari episodi di insubordinazione e renitenza alla leva, in tutto questo periodo, patrizi e plebei si ricompattarono nei momenti di maggiore pericolo, riuscendo sempre a far fronte al pericolo esterno.
A questo periodo, risalgono la consacrazione del tempio dedicato ai Dioscuri (484 a.C.) e l'episodio della condanna a morte della vestale Oppia, sepolta viva per esser venuta meno al voto di castità.

### Nuovi conflitti con l'etrusca Veio
Tra il 483 a.C. e il 474 a.C. Roma dovette combattere duramente contro la città di Veio, che dopo aver annientato l'esercito privato della gens Fabia nella battaglia del Cremera del 477 a.C., era arrivata addirittura a costruire opere fortificate sul Gianicolo, appena fuori dalle mura della città. La probabilità che un conflitto bellico di tale portata sia stato affidato ad una sola gens, metterebbe in serio dubbio la cronologia dell'ordinamento censitario serviano: slitterebbe quindi di oltre un secolo l'origine cronologica di un ordinamento in classi di censo quale quello di Roma sotto Servio Tullio. Questa prima fase del conflitto tra le due città, si risolse con una tregua quarantennale concessa dai romani ai veienti nel 474 a.C. in cambio di frumento e denaro.
Sia durante lo scontro con gli Etruschi, che nel periodo immediatamente successivo, non mancarono occasioni di scontro con le popolazioni vicine dei Volsci, degli Equi e dei Sabini, che quando non si risolsero con un nulla di fatto, furono tutti favorevoli ai romani, tranne in una occasione, nel 471 a.C., quando i Volsci sconfissero duramente i romani, anche grazie alle divisioni esistenti tra Patrizi e Plebei.
Divisioni, le cui motivazioni in parte erano state ereditate dai periodi precedenti (come la legge agraria), ed in parte erano frutto di nuove rivendicazioni da parte dei plebei, come quelle legate alla Lex Publilia Voleronis, per la quale i Tribuni dovevano essere eletti nei comizi tributi, cui solo i plebei avevano diritto a partecipare.
Dopo aver respinto l'offensiva delle popolazioni vicine, i Romani si videro ostacolata l'espansione a nord dalla ricca e fiorente città etrusca di Veio, che le contendeva il dominio sul Tevere. Iniziata nel 477 a.C. (battaglia del Cremera), la guerra si conclude nel 396 a.C. con la distruzione della città etrusca ad opera di Furio Camillo, dopo un assedio di dieci anni. A questo punto, l'espansione romana nel Centro Italia era, però, ancora ostacolata dalla migrazione di Celti e Sanniti.

### Tra i bellicosi popoli vicini e le tensioni interne
Il periodo che corre tra il 470 a.C. e il 451 a.C., è caratterizzato dalle campagne contro le popolazioni vicine, colpevoli di sconfinare e razziare i territori romani o quelli degli alleati, e le crescenti tensioni interne, tra Plebe e Senato, che ruotavano intorno alla Lex Terentilia, con cui i tribuni provarono a limitare i poteri dei consoli, e quindi quello dei Patrizi, ma che non arrivò mai ad essere votata.

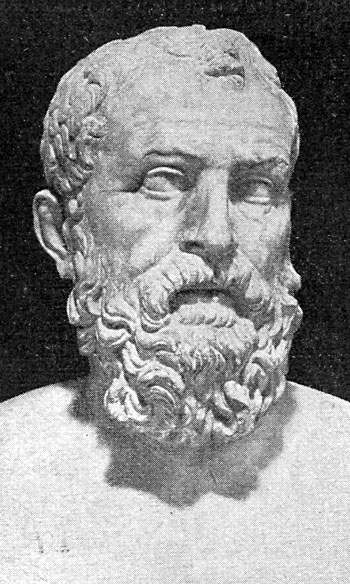
Busto di Solone

Durante il ventennio i più strenui oppositori esterni furono i Volsci e gli Equi, più abili come razziatori e guastatori (almeno così vengono descritti da Tito Livio), che come combattenti, e per questo regolarmente sconfitti negli scontri campali dai romani, anche quando questi si trovano in inferiorità numerica. La città di Anzio viene presa nel 469 a.C., e nel 462 a.C. i Volsci subiscono ingenti perdite ad opera dei romani. 
(Tito Livio, Ab Urbe Condita, III. 8)
I Sabini si limitarono a qualche scorribanda, mentre gli Ernici sono riportati tra gli alleati, cui Roma presta aiuto, quando questi subiscono le razzie da parte degli Equi e dei Volsci. La città di Tusculum si distingue per essere la più fedele tra gli alleati dei romani, intervenendo nella riconquista del Campidoglio, occupato da Appio Erdonio.
Nel 466 a.C. viene consacrato il tempio di Giove Fidus sul Quirinale, voluto da Tarquinio il Superbo, mentre il censimento del 465 a.C. conta 104.714 cittadini, esclusi orfani e vedove, numero che dovette essere sicuramente ridimensionato dalla pestilenza che colpì Roma nel 463 a.C. Il decimo censimento Ab Urbe condita del 459 a.C. comunque conta 117.319 abitanti.
Intanto in città le tensioni tra Patrizi e Plebei, impegnati nella controversia per l'approvazione della Lex Terentilia, che tra le altre cose provoca l'esilio di Cesone Quinzio, figlio di Cincinnato, raggiungono l'apice nel 460 a.C., quando i dissidi interni, rendono possibile che Appio Erdonio, e i suoi seguaci, prendano il Campidoglio, riconquistato a fatica dalle truppe consolari di Publio Valerio Publicola, ucciso nei combattimenti per riprendere la rocca.
Tra le due fazioni cresce la consapevolezza che la situazione di stallo tra i due ordini sia pericolosa per la stabilità di Roma, per cui, dopo aver inviato una commissione, formata da Spurio Postumio Albo, Aulo Manlio e Sulpicio Camerino, ad Atene, per trascrivere le leggi di Solone, e quindi poterle studiare e riformare le istituzioni romane, dopo molte insistenze da parte dei tribuni della plebe, patrizi e plebei concordarono per la costituzione del primo decemvirato.
(Tito Livio, Ab Urbe Condita Libri, Libro III, 2, 32)

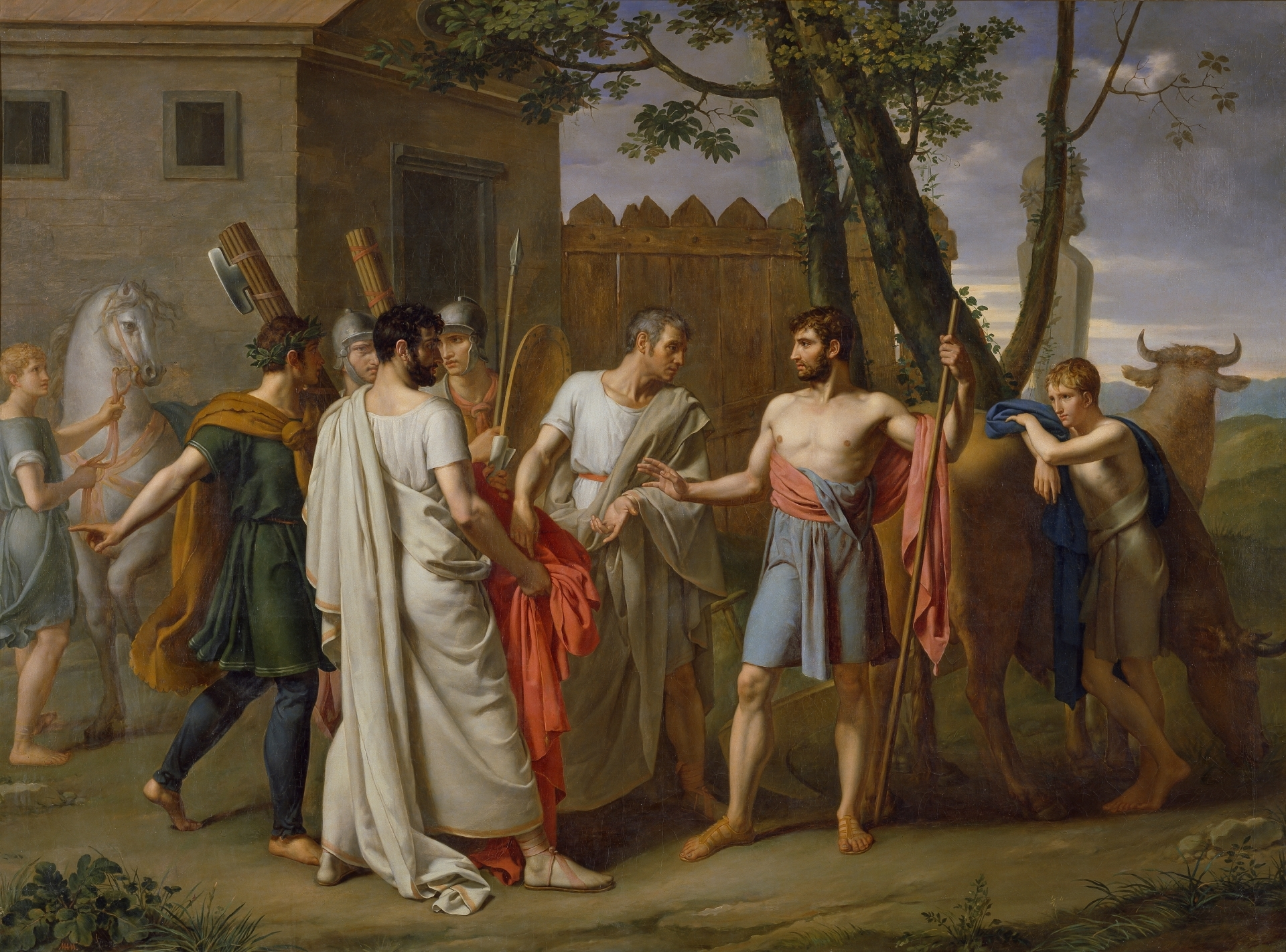
Cincinnato abbandona l'aratro per essere eletto dittatore e combattere per Roma

Tra gli episodi leggendari spicca la prima dittatura di Cincinnato nel 458 a.C., che sconfitti gli Equi nell'ennesima battaglia del monte Algido, torna ai campi dopo appena 16 giorni di dittatura.
Il decemvirato, istituito come comitato di saggi per il rinnovamento della Repubblica, compito che portò a termine con l'emanazione delle Leggi delle XII tavole, si sviluppò come tentativo di istituire un governo autoritario, che escludesse i plebei da qualsiasi magistratura e decisione nel governo della città. A questo tentativo i plebei risposero con la minaccia della secessione (in questi eventi si inserisce la vicenda di Verginia) e alla fine ottennero il ripristino di tutte le magistrature ordinarie, nonché l'esilio per i decemviri e la messa in stato di accusa di Appio Claudio e Spurio Oppio Cornicino, i più odiati tra i decemviri.
Ristabilite le prerogative della plebe, e dei suoi campioni i tribuni della plebe, la città vive con relativa tranquillità la dialettica tra le due classi sociali, tanto che il breve tentativo dei tribuni consolari, rimasti in carica per soli tre mesi nel 444 a.C., non porta gravi conseguenze per la stabilità interna della città.
Nel 443 a.C. viene istituita la carica del censore, preposto ai censimenti, per liberare i consoli di un'attività che non riuscivano a portare a termine, se non saltuariamente.
Il periodo tra il 440 a.C. e il 406 a.C. internamente fu caratterizzato dalle tensioni tra plebei e patrizi, reso dall'alternanza di consoli e tribuni consolari alla guida della città (anche se di fatto furono sempre eletti patrizi alle supreme magistrature), ed esternamente dal rinvigorirsi delle spinte anti-romane nelle popolazioni vicine, che furono affrontate dall'urbe con la nomina di un dittatore (ben cinque nel periodo), a significare di come fossero considerate serie queste minacce dai romani. Comunque nel 420 a.C. i plebei ottennero di poter accedere alla carica di questore, anche se si deve aspettare il 409 a.C., perché tre plebei fossero eletti alla carica, fino a quel momento ad appannaggio dei patrizi.
A nord Roma dovette fronteggiare la pressione di Veio, sconfitta due volte davanti alle mura della città alleata di Fidene, nel 437 a.C. e nel 426 a.C. (terza dittatura di Mamerco Emilio Mamercino), risolvendo la crisi con la distruzione di Fidene e una tregua ventennale con gli etruschi, mentre a sud continua a farsi sentire la pressione dei mai domati Volsci, capaci di impegnare a fondo i romani nel 423 a.C., malamente condotti dal console Gaio Sempronio Atratino, che per questo fu condannato a pagare una multa di 15.000 assi.
La supremazia dei romani sui Volsci non fu comunque mai in dubbio, come dimostrano le vittorie romane ad Anzio nel 408 a.C. e ad Anxur nel 406 a.C., conquistata e saccheggiata dai romani. In questo stesso anno, scaduta la tregua, fu nuovamente dichiarata guerra (la terza) alla città etrusca di Veio.

### La conquista di Veio
Nel 405 a.C., iniziò il decennale assedio di Veio, dopo che l'anno precedente era stata dichiarata guerra alla potente città etrusca. Da parte loro i Veienti non riuscirono a trovare alleati nelle altre città etrusche.
Il conflitto ebbe una svolta quando nel 403 a.C. i romani iniziarono a costruire fortini per controllare il territorio veiente, e terrapieni e macchine d'assedio (vinea, torri e testuggini) per stringere l'assedio alla città. La messa in opera di queste opere, comportò la necessità di mantenere i soldati in armi, anche durante l'autunno e l'inverno, quando tradizionalmente i cittadini-soldati tornavano in città per attendere alle proprie cose, per evitare che le stesse, lasciate incustodite, fossero disfatte o distrutte dai nemici.
Nonostante la decisa opposizione dei Tribuni della plebe, si giunse alla straordinaria decisione di mantenere l'esercito in armi ad assediare Veio finché questa non sarebbe caduta; ai soldati in armi la città avrebbe garantito il soldo grazie ad una nuova imposizione straordinaria.
Veio dal canto suo trovò l'appoggio dei Capenati e dei Falisci, nel 402 a.C. e nel 399 a.C., appoggio che inizialmente non riuscì ad allentare la pressione dell'assedio romano.
Nel 396 a.C. però i Capenati e i Falisci riuscirono a sorprendere i romani in un'imboscata, dove insieme a molti soldati, trovò la morte anche Gneo Genucio Augurino, uno dei 6 tribuni consolari eletti per quell'anno; come per altre situazioni di crisi Roma reagì nominando un dittatore, che questa volta fu trovato nella persona di Marco Furio Camillo.
Furio Camillo, dopo essersi coperto le spalle sbaragliando Capenati e Falisci, intensificò l'assedio di Veio, iniziando anche la costruzione di una galleria sotterranea, che arrivava fin sotto la cittadella di Veio. Completata l'opera, il dittatore attaccò in forze e in più punti le mura della città, per dissimulare la presenza di soldati nella galleria sotterranea.
(Tito Livio, Ab Urbe Condita, V, 2, 21.)
Veio fu conquistata, con grande bottino per i romani, che con questa vittoria posero le basi della propria supremazia sull'altra sponda del Tevere, fino ad allora controllata da popolazioni etrusche. Ma proprio la questione della suddivisione del bottino, così ingente come mai si era visto a Roma, da dividere tra soldati, cittadini, erario e templi, avrebbe portato ulteriori divisioni all'interno della città.
Durante i 10 anni di assedio, a Roma non mancarono i consueti attacchi dei Volsci, che tentavano di riconquistare Anxur e degli Equi, che però furono facilmente contrastati dalle più organizzate legioni romane.

### L'invasione celtica

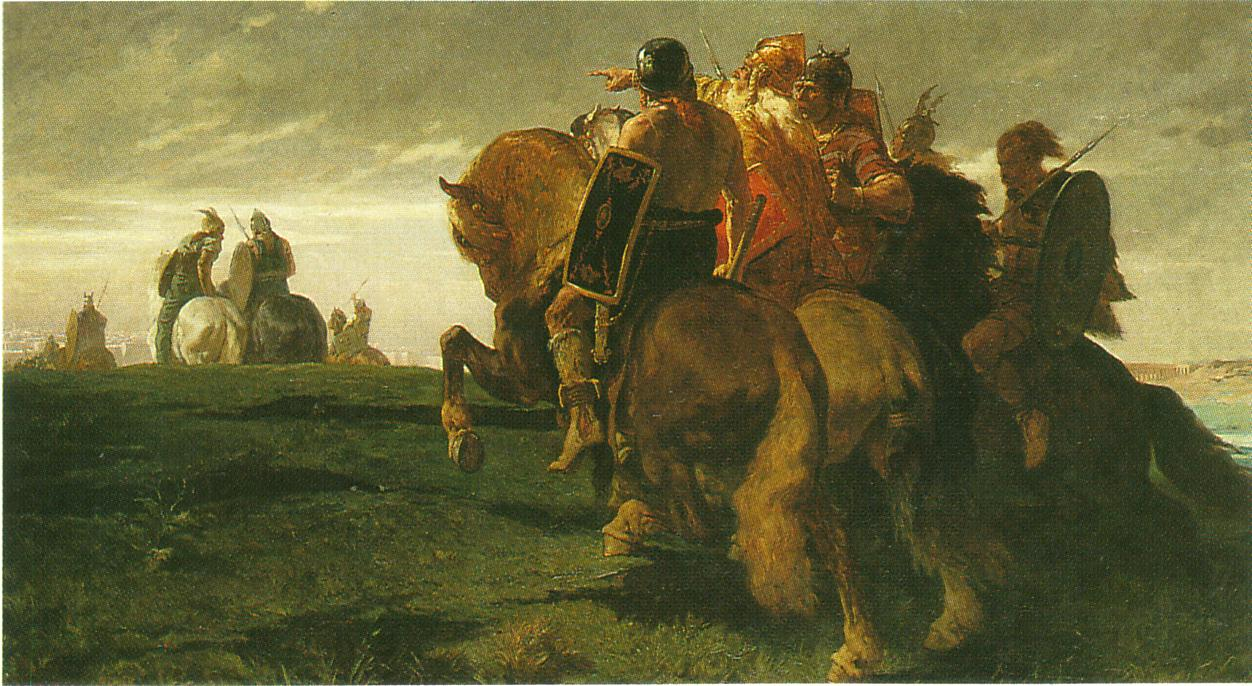
Cavalieri celti marciano su Roma antica all'inizio del IV secolo a.C.

La caduta di Veio aveva comportato un riequilibrio degli assetti politici delle altre capitali etrusche e delle loro tradizionali tensioni interne: l'ostilità verso Veio era malamente adombrata dalla neutralità manifestata dalle altre città della dodecapoli etrusca gravitante intorno al Fanum Voltumnae: in almeno un caso, questa ostilità era apertamente sfociata nell'aperta alleanza offerta a Roma da Caere (Cerveteri). Un altro effetto fu l'accresciuta consapevolezza delle potenzialità, anche militari, della res publica.
Contemporaneamente, verso la fine del V secolo a.C., numerose popolazioni celtiche cominciarono a migrare dall'Europa Settentrionale (a est del Reno ed a nord del Danubio) per insediarsi nei territori dell'attuale Francia, Spagna e Gran Bretagna. Attorno al 400 a.C., infatti, alcune di queste popolazioni raggiunsero l'Italia Settentrionale. E così a minare il clima di fiducia e a mettere in allarme Roma furono proprio i Celti, della tribù dei Senoni, i quali attaccarono la città etrusca di Clusium, non molto distante dalla sfera d'influenza di Roma. Gli abitanti di Chiusi, sopraffatti dalla forza dei nemici, superiori in numero e per ferocia, chiesero aiuto a Roma, che rispose all'appello. Così, quasi senza volerlo, i Romani si ritrovarono ad essere il principale obiettivo di questo popolo calato dal Nord.
I Romani li fronteggiarono in una battaglia campale presso il fiume Allia variamente collocata tra il 390 e il 386 a.C. I Galli, guidati dal condottiero Brenno, sconfissero un'armata romana di circa 15.000 soldati e incalzarono i fuggitivi fin dentro la stessa città, che fu costretta a subire una parziale occupazione e un umiliante sacco, prima che gli occupanti fossero scacciati o, secondo altre fonti, convinti ad andarsene dietro pagamento di un riscatto.

### Roma resiste
L'episodio del Sacco di Roma ebbe l'effetto di indebolire Roma e rivitalizzare la speranza dei popoli confinanti di riuscire ad intaccare la potenza romana.
Nel decennio successivo all'invasione dei Senoni Roma dovette combattere per ribadire la propria superiorità sulle popolazioni confinanti, non solo quelle tradizionalmente nemiche come Volsci, Equi ed Etruschi, ma anche su quelle ritenute alleate, come i Tuscolani, che evitarono la punizione di Roma solo aprendo completamente la città alle truppe condotte da Furio Camillo e ottenendo il perdono dal Senato di Roma. Anche i Prenestini, nel 380 a.C., provarono ad uscire dall'orbita romana, ma furono duramente sconfitti dai romani. L'effetto principale della sconfitta subita dai Galli fu quello di affidare la conduzione delle guerre a dei dittatori, o al tribuno consolare più esperto, come sempre accadde quando tra questi era eletto Furio Camillo.
Le guerre con le popolazioni confinanti non impedirono però che a Roma si sviluppasse una forte dialettica interna, tra Plebei e Patrizi; in questo periodo si ripresentò con forza la questione dei romani tratti in schiavitù per debiti, visto che a soffrirne maggiormente erano i piccoli proprietari terrieri plebei che, a causa delle vicende belliche, cui pure partecipavano, finivano in schiavitù perché non riuscivano ad onorare i debiti contratti.
Il conflitto tra patrizi e plebei portò ad una situazione di stallo tra il 375 a.C. e il 371 a.C., quando a Roma non furono eletti i tribuni consolari, a causa dei veti posti dai tribuni della plebe Gaio Licinio Stolone e Lucio Sestio Laterano, come reazione alle politiche ostruzionistiche dei patrizi, contrari alle loro proposte di legge, volte ad equilibrare i rapporti di forza tra i due ordini.
Il durissimo conflitto tra plebei e patrizi, trovò un momento di sintesi, con la promulgazione, nel 367 a.C., delle Leges Liciniae Sextiae, che, tra le altre cose, permettevano l'accesso al consolato dei plebei.
Nel periodo successivo, e fino al 350 a.C., Roma condusse con successo una serie di campagne militari contro gli Ernici, contro la città etrusca di Tarquinia, cui in diverse occasioni si allearono i Falisci, e successivamente contro i Galli, cui si allearono, in funzione anti-romana, i tiburtini (mentre Ernici e Latini si allearono a Roma).
Durante questo periodo, nonostante la Leges Liciniae Sextiae, i patrizi tentarono, con alterne fortune, di ottenere l'elezioni di candidati patrizi per entrambe le cariche consolari, non esitando a ricorrere all'elezione di un dittatore, unicamente allo scopo di controllare l'elezione consolare, e non, come normalmente accadeva, per far fronte ad un grave pericolo militare.
Dopo gli accordi stipulati con Etruschi e Latini, Roma poté avviare, nella seconda metà del IV secolo a.C., un intenso processo di espansione verso il Meridione della penisola italica. Nel 348 a.C. rinnovò il trattato con Cartagine, già stipulato al tempo del passaggio dalla monarchia alla repubblica, attorno al 509 a.C.

## Dalle guerre sannitiche alla conquista della Magna Grecia (343 - 272 a.C.)

### DalLatium vetusalle guerre sannitiche (343-290 a.C.)

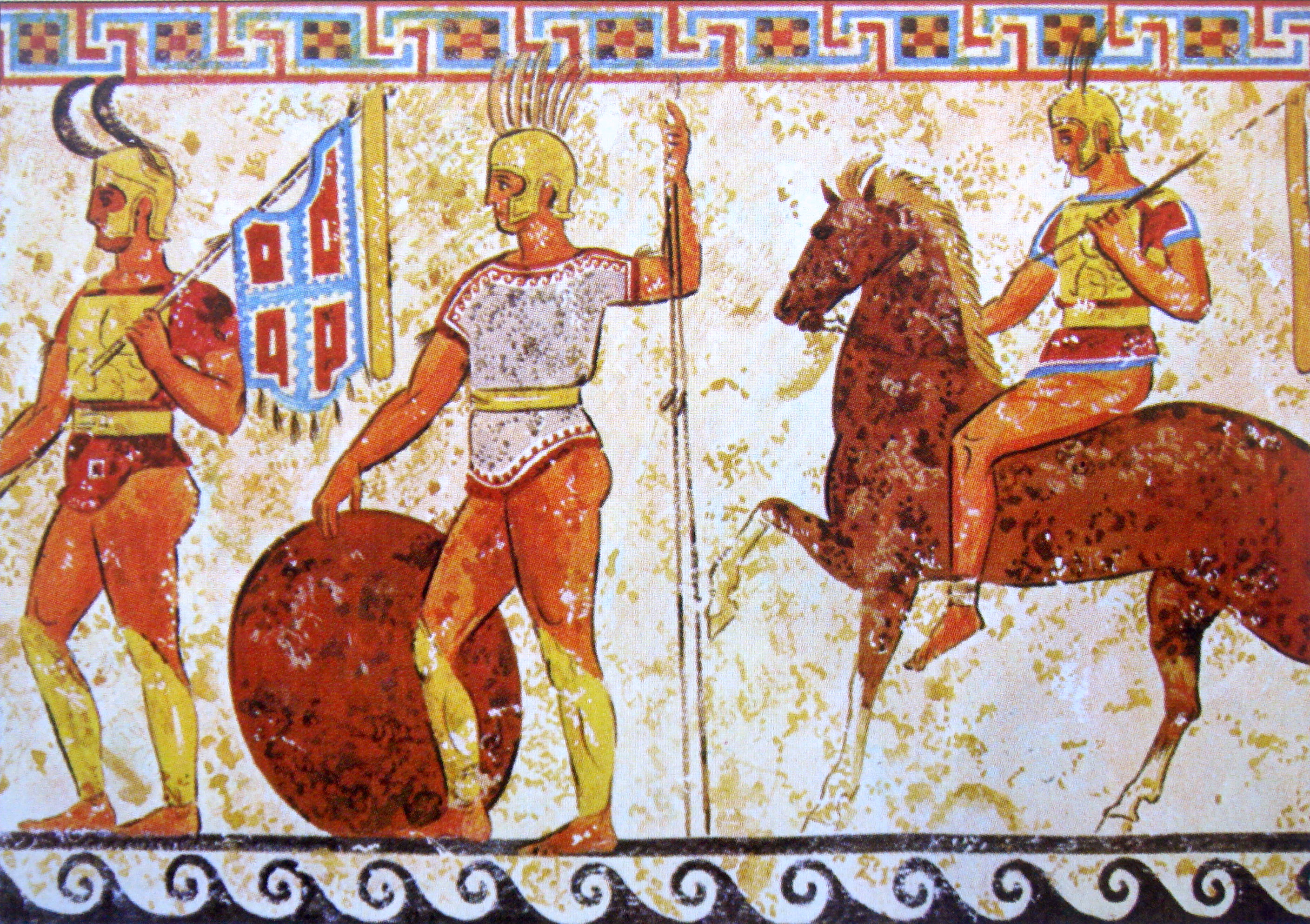
Rappresentazione di guerrieri sanniti

Tra il 343 a.C. e il 341 a.C. Roma dovette affrontare il primo dei tre confronti con il bellicoso popolo dei Sanniti. Causa della prima guerra sannitica, vinta dai romani, il controllo della ricca città di Capua. Tra il 340 e il 338 a.C., Roma dovette combattere una nuova e sanguinosa guerra, la guerra latina, che vinse solo a prezzo di grandissimi sforzi. Vinta la guerra, Roma divenne padrona del Lazio, avendo ottenuto la definitiva supremazia sui Latini.
Nel 326 a.C., poi, si riaprì il conflitto con i Sanniti, la seconda guerra sannitica; si trattò di una guerra ultra ventennale, che vide aspri combattimenti tra sanniti e romani, che subirono anche dei rovesci, come nella famosa battaglia delle Forche Caudine. Lo scontro coinvolse anche i popoli vicini, di volta in volta alleati con i romani o con i sanniti, e per la prima volta Roma si trovò a combattere in Apulia e Lucania.
La guerra, la cui iniziativa rimase comunque costantemente in mano ai romani, sembrò potesse volgere a favore dei Sanniti, tra il 310 a.C. e il 309 a.C., periodo in cui riprese lo scontro tra Romani ed Etruschi, e nel quale, per la prima volta, l'esercito romano si avventurò oltre la Selva Cimina, in pieno territorio etrusco. I Sanniti ripresero l'iniziativa contro i romani ma furono fermati da questi ultimi nei pressi di Longula, mentre gli Etruschi subivano due importanti sconfitte nella Battaglia del lago Vadimone e Perugia; gli Etruschi si arresero e fu loro concessa una tregua trentennale. Con un unico fronte attivo, i romani vinsero la decisiva battaglia di Boviano nel 305 a.C., cui seguì nel 304 a.C. il trattato di pace tra i romani, vittoriosi, ed i sanniti.
Contro i Sanniti Roma combatté, infine, una terza guerra tra il 298 e il 290 a.C., al termine della quale ogni resistenza poteva dirsi annientata. I Sanniti dovettero abbandonare le loro mire territoriali e fornire contingenti di truppe ausiliarie alle legioni romane. Il tempo di liquidare gli ultimi avversari nella regione (lotte con i Galli Senoni, 285-282 a.C.) e Roma si assicurò il predominio nell'Italia centrale.
La vittoria romana nelle tre guerre sannitiche (343-341; 326-304; 298-290 a.C.) assicurò dunque all'Urbe il controllo di buona parte dell'Italia centro-meridionale; le strategie politiche e militari attuate da Roma - quali la fondazione di colonie di diritto latino, la deduzione di colonie romane e la costruzione della via Appia - testimoniano la potenza di tale spinta espansionistica verso Sud. L'interesse per il dominio territoriale non era infatti una semplice prerogativa di alcune famiglie aristocratiche, tra cui la gens Claudia, ma investiva tutta la scena politica romana, e a esso aderiva l'intero senato assieme alla plebe. A sollecitare l'avanzata verso Sud erano infatti interessi di tipo economico e culturale; a frenarla contribuiva invece la presenza di una civiltà, quella della Magna Grecia, ad alto livello di organizzazione militare, politico e culturale, capace di resistere all'espansione romana.
La strategia romana si basava dunque sulla capacità di rompere i legami di solidarietà tra popoli diversi o tra città, in modo tale da indebolire le capacità di resistenza dei nemici: a tale fine puntavano le deduzioni coloniarie in terra straniera (Luceria nel 315 o 314; Venusia nel 291 a.C.) e l'avanzamento verso Sud della via Appia. A tali processi, che non erano direttamente rivolti verso i centri della Magna Grecia, aveva contribuito in particolare l'opera di Appio Claudio Cieco, che, caratterizzato da una forte sensibilità verso la società greca, fu tra i primi ad intendere la fusione tra di essa e il mondo romano come un'occasione di profondo arricchimento per l'Urbe. Egli si era reso, in particolare, interprete delle esigenze della plebe urbana, interessata a intessere rapporti commerciali con i mercanti greci e oschi.
Durante e subito dopo le Guerre sannitiche, Roma mantenne un atteggiamento ambiguo nei confronti dei popoli italici più meridionali, i Lucani, che ora appoggiò ora osteggiò secondo le convenienze del momento. Intorno al 303 a.C. siglò un trattato con i Lucani, incoraggiandone le aspirazioni contro Taranto, salvo accordarsi anche con la stessa città greca e sostenerne indirettamente la lotta contro gli Italici. Il doppio gioco era motivato dalla volontà di includere comunque i Lucani nella propria rete diplomatica, in quel momento tutta tesa a piegare i Sanniti, ma senza che veri interessi comuni propiziassero legami più forti. Rispetto all'ordinamento che Roma stava dando alla Penisola, l'assetto dei territori occupati dai Lucani rimase in uno stato fluido, basato su semplici alleanze, fino alle guerre puniche.
Non è possibile determinare con precisione quali fossero i rapporti commerciali che univano Roma con i centri della Magna Grecia, ma risulta probabile una certa compartecipazione di interessi commerciali tra l'Urbe e le città greche della Campania, testimoniata dall'emissione, a partire dal 320 a.C., di monete romano-campane. Non è tuttavia chiaro se tali intese commerciali siano state il fattore o il prodotto delle guerre sannitiche e dell'espansione romana verso Meridione, e non è dunque possibile determinare quale sia stato l'effettivo peso dei negotiatores nella politica espansionistica, almeno fino alla seconda metà del III secolo a.C. A determinare la necessità di un'espansione territoriale verso Sud erano, però, anche le esigenze della plebe rurale, che richiedeva nuove terre coltivabili che l'espansione nell'Italia centrale e settentrionale non era bastata a procurare.

### Roma e la Magna Grecia, fino a Pirro (280-272 a.C.)

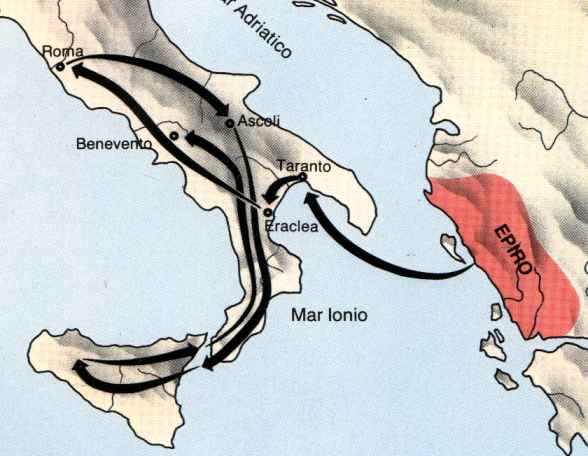
Le guerre pirriche (280-272 a.C.)

Consolidata la propria egemonia sull'Italia centro-meridionale, Roma arrivò a scontrarsi con le città della Magna Grecia e con la potente Taranto: con il pretesto di soccorrere la città di Thurii, minacciata, Roma violò intenzionalmente un patto stipulato con Taranto nel 303 a.C., scatenando la guerra.
A partire dalla seconda metà del IV secolo a.C., la Magna Grecia cominciò lentamente a tramontare sotto i continui attacchi delle popolazioni sabelliche di Bruzi e Lucani. Le città più meridionali, tra cui Taranto era la più importante grazie al commercio con le popolazioni dell'entroterra e la Grecia stessa, furono più volte costrette ad assoldare mercenari provenienti dalla "madre patria", come Archidamo III di Sparta negli anni 342-338 a.C. o Alessandro il Molosso negli anni 335-330 a.C., per difendersi dagli attacchi dalle popolazioni italiche che, con la nuova federazione dei Lucani, alla fine del V secolo a.C. si erano espanse fino alle coste del Mar Ionio. Nel corso di queste guerre i Tarentini, nel tentativo di far valere i propri diritti sull'Apulia, stipularono un trattato con Roma, di consueto collocato nell'anno 303 a.C. ma forse risalente già al 325 a.C., secondo il quale alle navi romane non era concesso di superare ad Oriente il promontorio Lacinio (oggi capo Colonna, presso Crotone). La successiva alleanza di Roma con Napoli nel 327 a.C. e la fondazione della colonia romana di Luceria nel 314 a.C. preoccuparono non poco i Tarantini che temevano di dover rinunciare alle loro ambizioni di conquista sui territori dell'Apulia settentrionale a causa dell'avanzata romana.
Nuovi attacchi da parte dei Lucani costrinsero, ancora una volta, i Tarantini a chiedere aiuto ai mercenari della "madre patria": fu ingaggiato questa volta un certo Cleonimo di Sparta (303-302 a.C.), che fu, però, sconfitto dalle popolazioni italiche, forse sobillate dagli stessi Romani. Il successivo intervento di un altro paladino della grecità, Agatocle di Siracusa, portò di nuovo l'ordine nella regione con la sconfitta dei Bruzi (298-295 a.C.), ma la fiducia dei Greci delle piccole città dell'Italia meridionale in Taranto e Siracusa iniziò a svanire a vantaggio di Roma, che nel contempo si era alleata con i Lucani ed era risultata vittoriosa a settentrione su Sanniti, Etruschi e Celti (vedi terza guerra sannitica e guerre tra Celti e Romani).
     Possedimenti romani
     Colonie latine
     Alleati di Roma (socii)

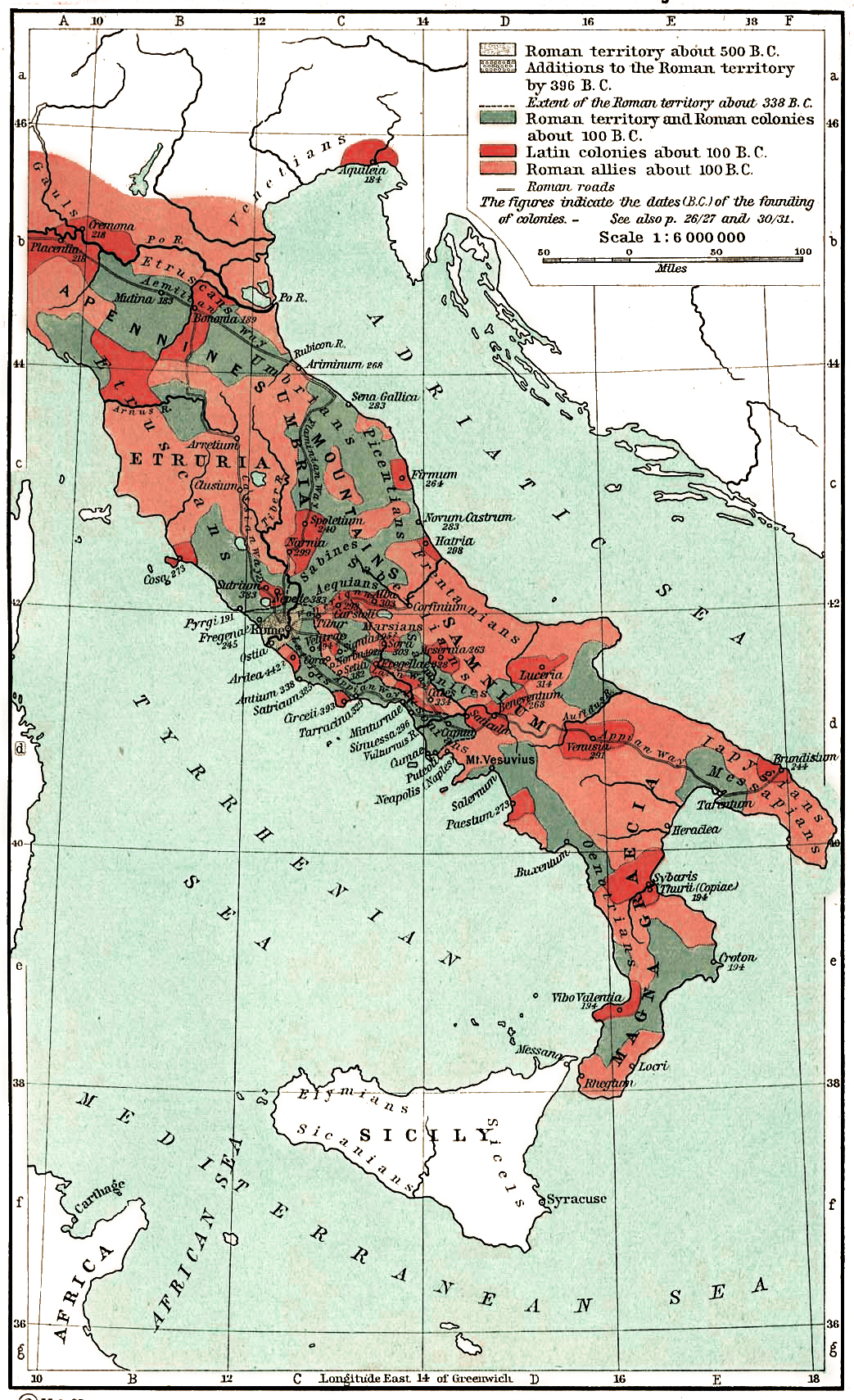
Mappa della confederazione romana nel 100 a.C., all'avvento della guerra sociale (91-88 a.C.). Si noti la configurazione politica a chiazze.
Possedimenti romani
Colonie latine
Alleati di Roma (socii)
I possedimenti romani abbracciavano i territori centrali della penisola italica e le coste tirreniche. Le colonie latine erano sparse in località strategiche, mentre gli alleati erano concentrati nelle montagne interne

Morto Agatocle di Siracusa nel 289 a.C., fu Thurii a chiedere per prima l'intervento romano contro i Lucani nel 285 a.C. e poi nel 282 a.C. In questa seconda circostanza fu inviato il console Gaio Fabricio Luscino per respingere i Lucani, in un primo tempo alleati dei Romani, ma poi ribellatisi, e porre nella stessa Thurii una guarnigione romana. Non passò molto tempo prima che il principe lucano Stenio Stallio fosse sconfitto, come riportano i Fasti triumphales, e le città di Reggio (dove fu posta una guarnigione romana di 4 000 armati), Locri e Crotone chiedessero di essere poste sotto la protezione di Roma. Quest'ultima si veniva così a trovare proiettata verso il Meridione d'Italia.
L'aiuto accordato da Roma a Thurii fu visto dai Tarantini come un atto compiuto in violazione dell'accordo che le due città avevano firmato diversi anni prima: sebbene le operazioni militari romane fossero state compiute per via di terra, Thurii gravitava pur sempre sul golfo di Taranto, a nord della linea di demarcazione stabilita presso il capo Lacinio; Taranto temeva dunque che il suo ruolo di patronato nei confronti delle altre città italiche venisse meno.
Roma, tuttavia, in aperta violazione degli accordi, forse per la forte pressione esercitata dai negotiatores o forse perché gli accordi stessi erano ritenuti decaduti, nell'autunno del 282 a.C. inviò una piccola flotta duumvirale composta da dieci imbarcazioni da osservazione nel golfo di Taranto che provocò i tarantini; le navi, guidate dall'ammiraglio Lucio Valerio Flacco o dall'ex console Publio Cornelio Dolabella, erano dirette a Thurii o verso la stessa Taranto, con intenzioni amichevoli. I Tarantini, che stavano celebrando in un teatro affacciato sul mare delle feste in onore del dio Dioniso, in preda all'ebbrezza, scorte le navi romane, credettero che esse stessero avanzando contro di loro e le attaccarono: ne affondarono quattro e una fu catturata, mentre cinque riuscirono a fuggire; tra i Romani catturati, alcuni furono imprigionati, altri mandati a morte.
Dopo l'attacco alla flotta romana, i Tarantini, resisi conto che la loro reazione alla provocazione romana avrebbe potuto condurre alla guerra e convinti dell'atteggiamento ostile di Roma, marciarono contro Thurii, che fu presa e saccheggiata; la guarnigione che i Romani avevano posto a tutela della città ne fu scacciata assieme agli esponenti dell'aristocrazia locale. In seguito a questi eventi i Tarentini decisero di invocare l'aiuto del re d'Epiro Pirro, che, giunto in Italia nel 280 a.C. con un esercito composto anche da numerosi elefanti, riuscì a sconfiggere i Romani a Heraclea e ad Ascoli, seppure a costo di gravissime perdite; dopo un tentativo fallito di consolidare il suo potere sul Sud Italia invadendo la Sicilia (dove fu respinto dalle città siceliote alleatesi con Cartagine), l'epirota marciò dunque contro i Romani che, riorganizzatisi, erano tornati a minacciare Taranto, ma fu duramente sconfitto a Maleventum nel 275 a.C. e costretto a tornare oltre l'Adriatico. Taranto, dunque, fu nuovamente assediata nel 275 a.C. e costretta alla resa nel 272 a.C.: Roma era così potenza egemone nell'Italia peninsulare, a sud dell'Appennino Ligure e Tosco-Emiliano.

## La Repubblica mediterranea (264-146 a.C.)

### Dalla prima guerra punica all'instaurazione delle province di Sicilia e Sardegna (264-236 a.C.)
Terminate le guerre contro Pirro e le colonie greche dell'Italia meridionale, Roma aveva ormai ottenuto il controllo della penisola italiana, dagli Appennini settentrionali fino alla Puglia e alla Calabria. I Romani vennero così in contatto con i Cartaginesi, che rappresentavano in quel momento la maggior potenza del Mediterraneo occidentale. Ai Cartaginesi appartenevano oltre ai territori africani, anche quelli di Sardegna e Corsica, oltre a Malta, Pantelleria, parte della Sicilia occidentale (quella orientale era invece sotto il controllo dei Greci, in costante lotta con i Punici) e le Baleari.
Fino a questo momento Roma e Cartagine non si erano mai scontrate, al contrario avevano più volte rinnovato dei trattati di amicizia e alleanza tra loro, che definivano le rispettive zone di influenza. Questo stato di cose cambiò quando Roma, padrona della penisola italica, iniziò a pensare di estendere la sua influenza anche sulla Sicilia, che rappresentava il principale e più vicino "granaio" da cui Roma si poteva approvvigionare per le sue crescenti esigenze.
L'occasione di intervenire negli affari siciliani fu data ai Romani dalla richiesta di aiuto fatta dai Mamertini (mercenari campani), che si erano impadroniti di Messina, ma che poi erano stati posti sotto assedio dai Siracusani di Gerone II. E se i Mamertini, in un primo momento, chiesero l'aiuto cartaginese, quando i Siracusani si ritirarono e la presenza punica si fece sempre più ingombrante, invocarono l'aiuto di Roma, la quale accettò, poiché temeva che Cartagine potesse battere Siracusa ed occupare l'intera isola. Il senato, riluttante a imbarcarsi in un'impresa tanto rischiosa, arrivò ad uno stallo e la questione venne rimessa all'assemblea popolare: qui maggiore voce in capitolo l'aveva la parte mercantile e popolare di Roma, che era anche interessata al possibile controllo delle ricchezze e delle scorte di grano in Sicilia (isola già nota per le risorse soprattutto nelle città greche), nonché alla possibilità di fondare colonie per aprire nuovi mercati e allentare la pressione sociale e demografica nella capitale. Così in assemblea fu deciso di accettare la richiesta dei mamertini. Venne posto il console Appio Claudio Caudice a capo di una spedizione militare con l'ordine di attraversare lo stretto di Messina. I Cartaginesi interpretarono questo intervento come una violazione dei trattati esistenti e dichiararono guerra a Roma, dando inizio alla prima guerra punica.
Dopo una prima fase di scontri terrestri, dove i Romani risultarono vincitori, Roma decise di sfidare i Cartaginesi sul mare, che ne avevano il dominio assoluto, e, approntata un'imponente flotta (con navi dotate di "corvo"), sconfisse i nemici a Milazzo (nel 260 a.C.). Nel tentativo di infliggere una sconfitta decisiva a Cartagine, il console Marco Atilio Regolo, sconfitta la flotta nemica a Capo Ecnomo (256 a.C.), sbarcò in Africa, non molto distante dalla stessa Cartagine, dove fu però sconfitto ed ucciso (nel 246 a.C.). La guerra continuò negli anni successivi, con alterne fortune tra i due contendenti, fino a quando nel 241 a.C., venne approntata da Roma una nuova flotta che, guidata da Gaio Lutazio Catulo, sconfisse nuovamente i Cartaginesi nella decisiva battaglia delle isole Egadi. Sottratto ai nemici il predominio sul mare, i Romani poterono concludere anche le operazioni terrestri, sottomettendo buona parte della Sicilia (a parte Siracusa, che rimaneva indipendente) e costringendo Cartagine alla resa. La guerra era così protratta per oltre vent'anni, dal 264 a.C. al 241 a.C.
Cartagine fu, così, costretta a versare a Roma enormi somme (3.200 talenti euboici in 10 anni) quale risarcimento per la fine della guerra, oltre alla restituzione totale di tutti i prigionieri di guerra senza riscatto. La ricca Sicilia era persa e passata sotto il controllo di Roma (con il divieto per Cartagine di portare la guerra a Gerone II di Siracusa) e, nell'impossibilità di pagare i mercenari libici e numidi che utilizzava, dovette subire una sanguinosa rivolta che richiese 3 anni di sforzi ed efferatezze per essere domata. Approfittando di questa rivolta inoltre Roma occupò la Sardegna (238 a.C.) e la Corsica (236 a.C.), costringendo Cartagine a dover pagare un ulteriore indennizzo di altri 1.200 talenti per evitare un riaccendersi della guerra che la città non poteva assolutamente permettersi. Ciò venne visto come una ferita umiliante dai cartaginesi, che però non poterono far altro che accettare la sconfitta senza aver combattuto.

### Illiri e Celti della pianura padana (230-219 a.C.)
Terminata con successo la prima guerra punica, il Senato romano dibatteva non sul "come" o sul "se" allargare la dominazione, ma sul "dove" indirizzare le capacità belliche e le incredibili risorse economiche che stavano arrivando all'Aerarium. Decise alla fine di indirizzarle in tutte le direzioni. 

Iniziò così la penetrazione nella Pianura Padana, per sbarrare la strada ai Liguri che cercavano la via del sud e per fermare definitivamente il pericolo dei Galli. Qualche anno più tardi, dopo aver fermato un'altra invasione celtica che si era spinta fino a Chiusi in Etruria (quella dei Galli Boi e degli Insubri dell'attuale Lombardia) nella battaglia di Talamone (225 a.C.), le legioni passarono all'offensiva nella pianura padana, riportando una grande vittoria presso Clastidium (nel 222 a.C.), che fu seguita dalla deduzione delle colonie di Piacenza e Cremona (nel 218 a.C.) oltre alla costruzione di arterie stradali che collegassero i nuovi territori con Roma, come la via Flaminia (nel 220 a.C.).
Contestualmente cercava di dare sfogo alle necessità di fornire la terra ai reduci con la creazione di varie colonie, iniziando a dar vita ad una politica che fosse attenta all'attività della regina Teuta che, alla testa dei pirati dell'Illiria, disturbava la navigazione nell'Adriatico (nel 230-229 a.C.). Roma riuscì a sconfiggere i pirati illirici, sottoponendo poi buona parte dell'Illiria a tributo e cominciando la penetrazione in quel territorio. L'intervento romano fu risolutivo, poiché nell'arco di dieci anni la pirateria illirica fu debellata. Questo nuovo scenario diede la possibilità a Roma di affacciarsi nella parte orientale del Mediterraneo, entrando in contatto diretto con le città-stato della Grecia, della Macedonia, della Lega etolica sottoposte in varia misura agli attacchi dei pirati e in lotta fra di loro.

### La seconda guerra punica (219-202 a.C.)

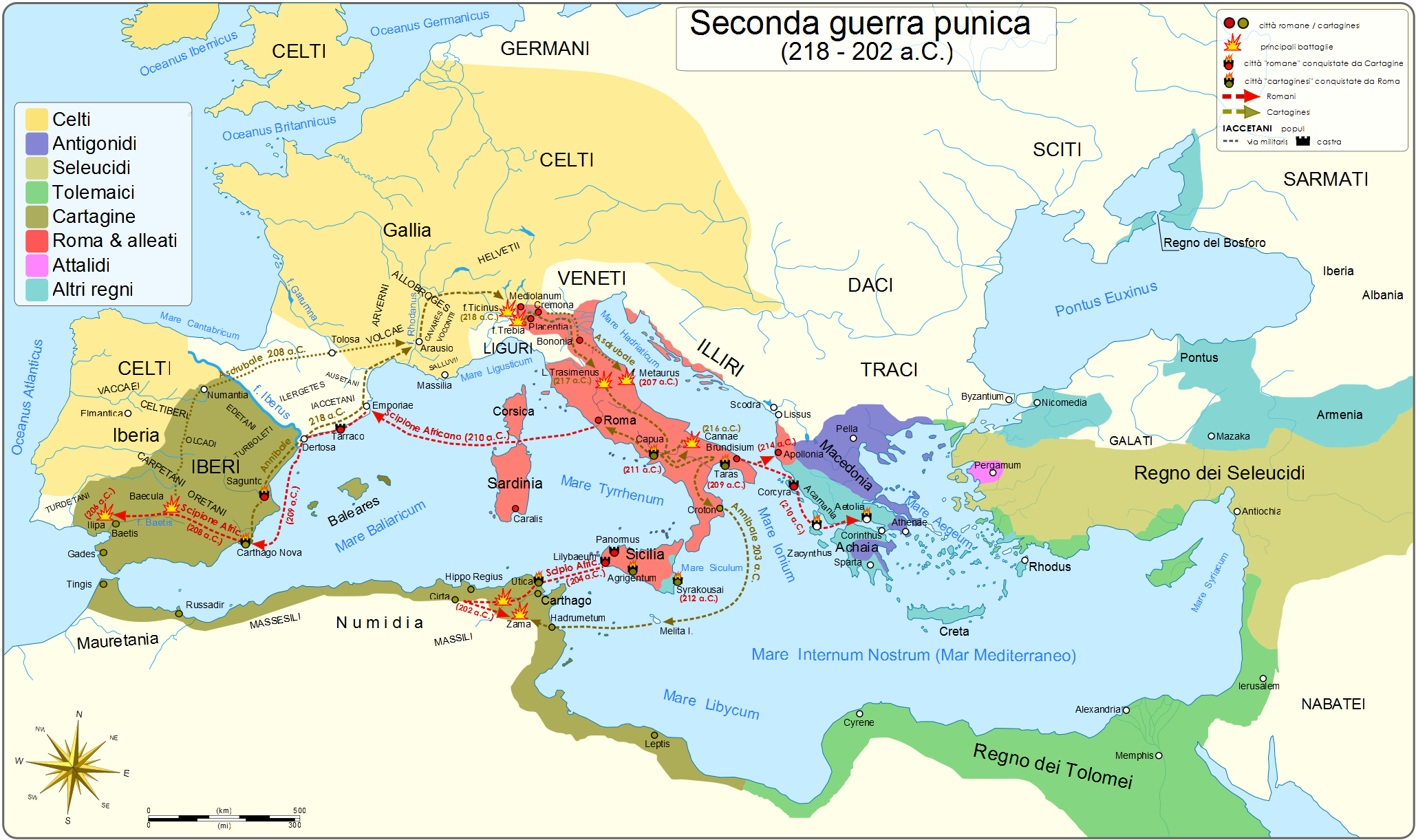
L'intero svolgimento della seconda guerra punica (218-202 a.C.)

Risolto in qualche modo il problema generato dai mercenari, Cartagine cercò una via per riprendere il suo cammino storico. Il governo della città era diviso principalmente fra il partito dell'aristocrazia terriera, capeggiato dalla famiglia degli Annone da una parte, e il ceto imprenditoriale e commerciale che faceva riferimento ad Amilcare e in genere ai Barcidi. Annone propugnava l'accordo con Roma e l'allargamento del potere cartaginese verso l'interno dell'Africa, in direzione opposta alla città rivale. Amilcare vedeva nella Spagna, dove Cartagine già da secoli manteneva larghi interessi commerciali, il fulcro economico per la ripresa delle finanze puniche.
Politicamente sconfitto Amilcare, che aveva avuto un ruolo di primo piano nella repressione della rivolta dei mercenari, non ottenendo dal Senato cartaginese le navi per andare in Spagna, prese il comando dei reparti mercenari rimasti e con una marcia incredibile attraversò tutto il nordafrica fiancheggiando la costa fino allo stretto di Gibilterra. Amilcare, che era accompagnato dal figlio Annibale e dal genero Asdrubale attraversò lo stretto di Gibilterra e, seguendo la costa spagnola, la percorse verso oriente alla ricerca di nuove ricchezze per la sua città.
La spedizione cartaginese prese l'aspetto di una conquista, a partire dalla città di Gades (oggi Cadice), sebbene fosse stata inizialmente condotta senza l'autorità del senato cartaginese. Dal 237 a.C., anno della partenza dall'Africa, al 229 a.C., anno della sua morte in combattimento, Amilcare riuscì a rendere la spedizione autosufficiente dal punto di vista economico e militare, tanto da riuscire ad inviare a Cartagine grandi quantità di merci e metalli (grazie ai ricchi giacimenti di metalli della regione appena conquistata) richiesti alle tribù ispaniche come tributo. Morto Amilcare, il genero ne prese il posto per otto anni e iniziò una politica di consolidamento delle conquiste. Con patti e trattati si accordò con i vari popoli locali e fondò una nuova città, che chiamò Karth Hadasht, cioè Città Nuova, cioè Cartagine, oggi Cartagena.
Impegnati con i Galli, i Romani preferirono accordarsi con Asdrubale e nel 226 a.C., spinti anche dall'alleata Marsiglia che vedeva avvicinarsi il pericolo, stipularono un nuovo trattato che poneva l'Ebro come limite dell'espansione di Cartagine. Si riconosceva così, in modo implicito, anche il nuovo territorio soggetto al controllo cartaginese. La svolta si ebbe nel 221 a.C., quando Asdrubale fu ucciso da un mercenario gallo; l'esercito cartaginese scelse all'unanimità Annibale, che aveva solo 26 anni, come suo terzo comandante in Spagna. Una volta radunato il popolo, Cartagine decise di ratificare la designazione dell'esercito.
Quando nel 218 a.C. Annibale attaccò la città di Sagunto, alleata di Roma, ma a sud dell'Ebro, il Senato romano dopo alcune esitazioni dichiarò guerra a Cartagine, sancendo l'inizio della seconda guerra punica. Polibio contestava le cause della guerra che lo storico latino Fabio Pittore avrebbe individuato nell'assedio di Sagunto e nel passaggio delle armate cartaginesi del fiume Ebro. Egli riteneva si trattasse soltanto di due avvenimenti che ne sancivano l'inizio cronologico della guerra, ma non le cause profonde della stessa. La guerra fu inevitabile, solo che come scrive Polibio, la guerra non si svolse in Iberia [come auspicavano i Romani] ma proprio alle porte di Roma e lungo tutta l'Italia.
Annibale valicò le Alpi con un potente esercito comprendente anche elefanti e attaccò Roma da Nord, sconfiggendo le legioni presso il Ticino, il Trebbia e il Trasimeno. Dopo una fase di stallo, durante la quale Roma poté riorganizzarsi grazie alla politica attuata dal dictator Quinto Fabio Massimo, soprannominato Cunctator (temporeggiatore), le legioni romane al comando dei consoli Lucio Emilio Paolo e Gaio Terenzio Varrone subirono una pesante sconfitta contro Annibale a Canne (216 a.C.).
Numerose città si alleavano con i Cartaginesi e anche la Macedonia di Filippo V scendeva in guerra contro Roma: reso audace dalla sconfitta romana a Canne, il re macedone si era alleato nel 215 a.C. con Annibale, con l'intenzione di procurare uno sbocco sul mar Adriatico al suo regno. Fu però contrastato dall'azione del console romano Marco Valerio Levino, che riuscì a contenerne l'azione grazie soprattutto ad un sistema di alleanze con i nemici del re macedone. La guerra, che non raggiunse mai l'intensità di quella che si stava combattendo in Italia, terminò nel 205 a.C. (quindi 3 anni prima della conclusione della seconda guerra punica) con la pace di Fenice, tramite la quale Filippo ottenne uno sbocco sull'Adriatico.
Annibale però si attardò nel Sud Italia (ozi di Capua), mentre i Romani, seppure provati, poterono lentamente ricostituire le proprie forze: il console Publio Cornelio Scipione ottenne diverse vittorie sui Cartaginesi in Spagna, mentre in Italia i consoli Marco Livio Salinatore e Gaio Claudio Nerone sconfissero e uccisero il fratello di Annibale, Asdrubale, presso il Metauro, mentre si apprestava a portare rinforzi alle forze puniche in Italia.
Roma riuscì ben presto a recuperare le città italiche che l'avevano tradita per allearsi con Annibale, il quale, stremato da un decennio di guerra e vistosi negare i rinforzi dalla madrepatria, fu costretto a fare ritorno in Africa nel 203 a.C., dopo che Scipione, conquistata la Penisola Iberica e ristabilita la situazione in Italia, era sbarcato nel territorio nemico per tentare di ottenere una vittoria definitiva. I due generali si scontrarono nel 202 a.C. a Zama, e l'esercito romano ottenne una sofferta ma decisiva vittoria, che costrinse Cartagine a capitolare e ad accettare le dure condizioni di pace imposte da Roma.
La guerra, che si protrasse per circa un ventennio (dal 219 a.C. al 202 a.C.), può a buon diritto essere considerata una specie di "guerra mondiale". Fu combattuta principalmente nei territori dell'Italia meridionale ma vide pesantemente coinvolte anche la Spagna e il territorio metropolitano di Cartagine. Inoltre vennero coinvolte le diplomazie di quasi tutto il Mar Mediterraneo dalla Numidia di Siface e Massinissa fino alle dinastie che reggevano l'Egitto, la Siria, i vari staterelli dell'Anatolia, la Grecia e la Macedonia di Filippo V. Seppure alla fine vincitrice, Roma pagò comunque a caro prezzo il lungo conflitto contro Annibale. I Romani vissero per anni nell'incubo di una guerra interminabile e di un nemico alle porte che sembrava inafferrabile. Lo sforzo bellico fu pesantissimo, sul piano economico e civile: per anni intere regioni italiche furono saccheggiate e devastate dalle continue operazioni militari, con danni enormi per l'agricoltura e per i commerci, che a lungo restarono bloccati, per la pressione di Galli a nord e la presenza di Annibale a sud. Tutto ciò senza contare il pesantissimo bilancio in termini di vite umane. Nei 17 anni di guerra morirono circa 300.000 italici su una popolazione che, dopo la secessione delle regioni meridionali, era di soli 4 milioni di abitanti circa, mentre il potenziale umano mobilitato da Roma per la guerra raggiunse in alcuni anni il 10% della popolazione, senza scendere mai sotto al 6-7%, tutte cifre che si avvicinano molto, in termini percentuali, a quelle registrate durante la prima guerra mondiale.

### La sottomissione della Gallia Cisalpina (219-175 a.C.)

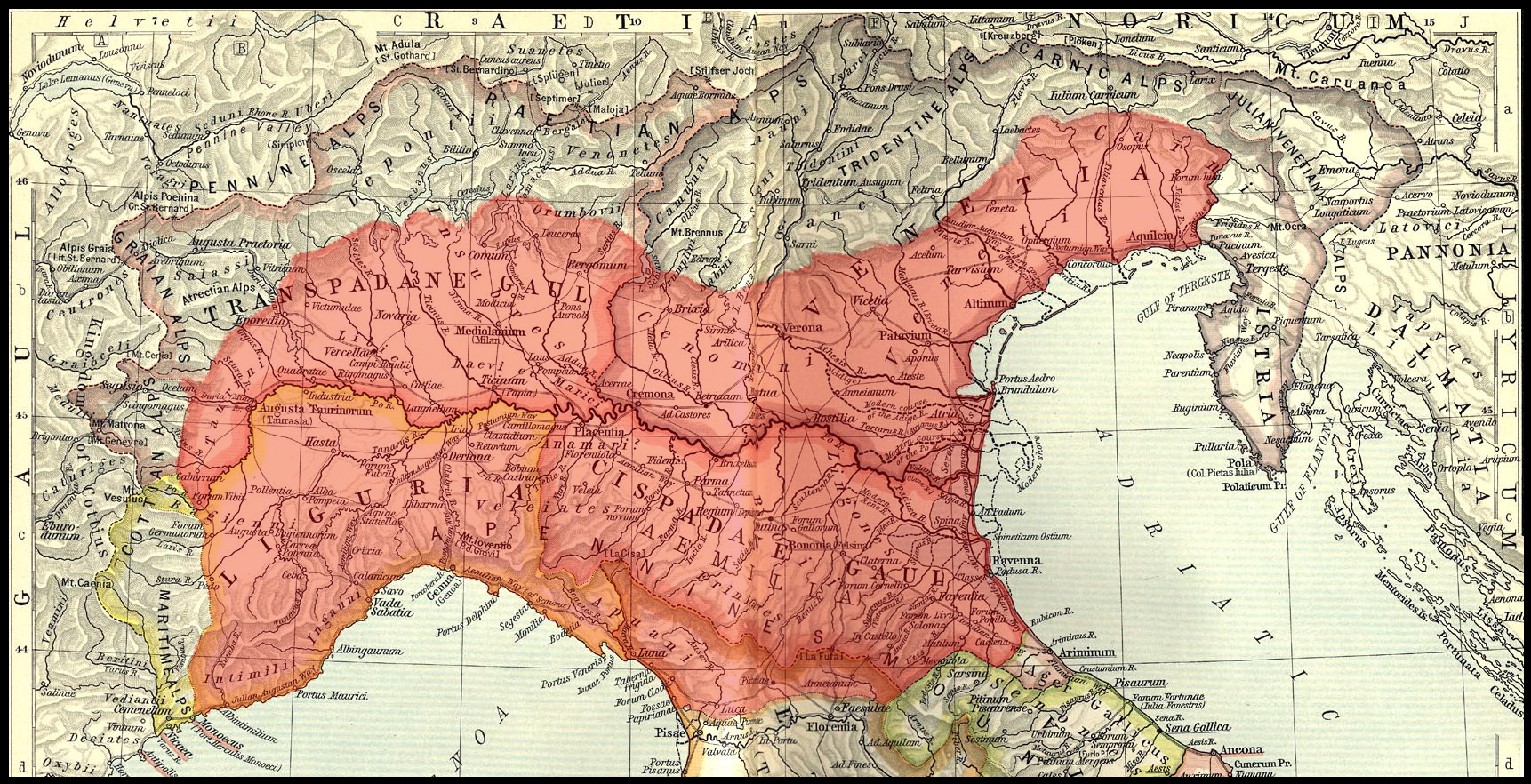
Territori della Gallia cisalpina (evidenziati in rosso trasparente) tra la fine del II e gli inizi del I secolo a.C.

Per la prima volta l'esercito romano poteva spingersi oltre il Po, dilagando in Gallia Transpadana: la battaglia di Clastidio, nel 222 a.C., valse a Roma la presa della capitale insubre di Mediolanum (Milano). Per consolidare il proprio dominio Roma creò le colonie di Placentia, nel territorio dei Boi, e Cremona in quello degli Insubri. I Galli dell'Italia settentrionale si ribellarono nuovamente in seguito alla discesa di Annibale. Dopo la sconfitta di quest'ultimo a Zama (nel 202 a.C.), vennero definitivamente sottomessi da Roma. I Celti o Galli, che si erano sollevati contro Roma durante la seconda guerra punica, non avevano infatti deposto le armi neppure dopo la sconfitta di Zama. Quando nel 200 a.C. i Galli in rivolta si impadronirono della colonia di Piacenza e minacciarono Cremona, Roma decise di intervenire in forze. Nel 196 a.C. Scipione Nasica vinse gli Insubri, nel 191 a.C. furono piegati i Boi, che controllavano una vasta zona tra Piacenza e Rimini. Superato il fiume Po, la penetrazione romana proseguì pacificamente: le popolazioni locali, Cenomani e Veneti, si resero conto che Roma era l'unica in grado di proteggerli dagli assalti delle altre tribù confinanti. Attorno al 191 a.C. la Gallia Cisalpina venne definitivamente occupata. L'avanzata continuò anche nella parte nord-orientale con la fondazione della colonia romana di Aquileia nel 181 a.C., come ci raccontano gli autori antichi, nel territorio degli antichi Carni:
(Tito Livio, Ab Urbe condita libri, XL, 34.2-3.)
Nel 177 a.C. venne, infine, sottomessa l'Istria e nel 175 a.C. vennero soggiogati totalmente anche i Liguri Cisalpini. Pochi decenni più tardi, lo storico greco Polibio poteva personalmente testimoniare la rarefazione dei Celti in pianura padana, espulsi dalla regione o confinati in alcune limitate aree subalpine.

### Espansione in Oriente: Grecia, Macedonia e Asia Minore fino alla fine di Cartagine (200-146 a.C.)

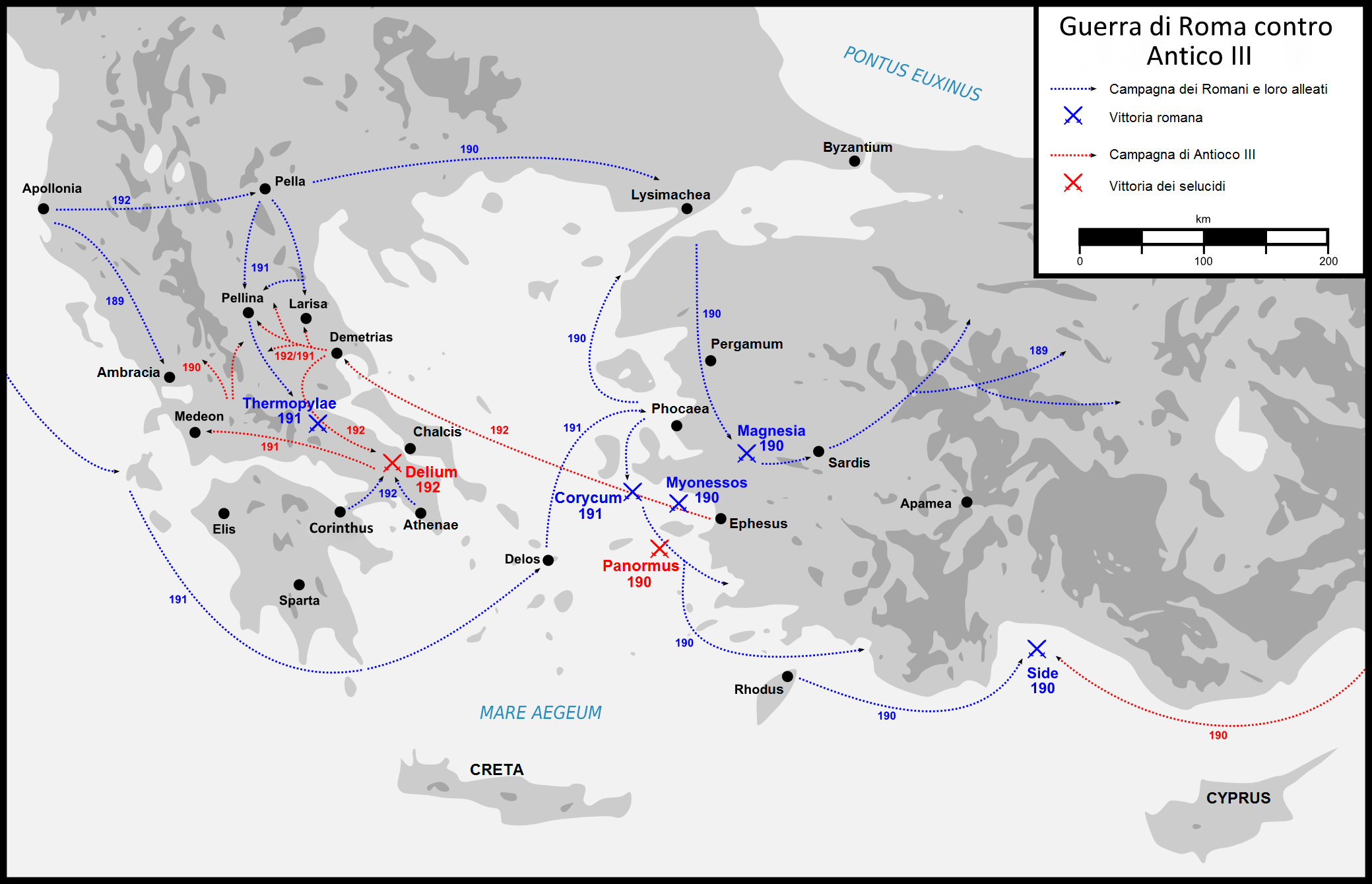
Mappa degli scontri tra Romani ed Antioco III degli anni 192-189 a.C.

Ormai potenza egemone del Mediterraneo occidentale, Roma volse le sue mire espansionistiche a danno degli stati ellenistici dell'Oriente: nel 200 a.C., gli abitanti di Rodi e Pergamo inviarono a Roma, sentendosi minacciati dalla Macedonia di Filippo V, una richiesta di aiuto, e l'Urbe, inviato a sua volta un ultimatum a Filippo, decise di intervenire.
Sconfitta Cartagine, Filippo e la Macedonia erano divenuti il nemico principale della nuova potenza romana, che guardava con sospetto al re macedone che nel 203 a.C. si era alleato con il re di Seleucidi Antioco III. Il pretesto per Seconda guerra macedonica fu la richiesta d'aiuto rivolta ai Romani da Attalo e i Rodiesi, alleatisi per contrastare le mire egemoniche dei Macedoni e dei Siriani; nel 200 a.C. Roma inviò un ultimatum a Filippo, che lo respinse.
Roma, che era uscita molto provata dalla guerra contro Cartagine, non era però in grado di fronteggiare da sola il nuovo fronte di guerra, per cui cercò di procurarsi degli alleati, con scarsi risultati, tra i nemici greci del re macedone. Dopo alcune battaglie, si giunse al 197 a.C. quando i Romani guidati da Tito Quinzio Flaminino si scontrarono contro i Macedoni nella battaglia di Cinocefale dove Filippo fu duramente sconfitto e costretto ad accettare le pesanti condizioni di pace imposte dai Romani. Nel 196 a.C. Flaminino proclamò la liberazione della Grecia dall'egemonia macedone e nel 194 a.C. lasciò la Grecia insieme alle legioni, nella convinzione che la regione avesse trovato un suo equilibrio.

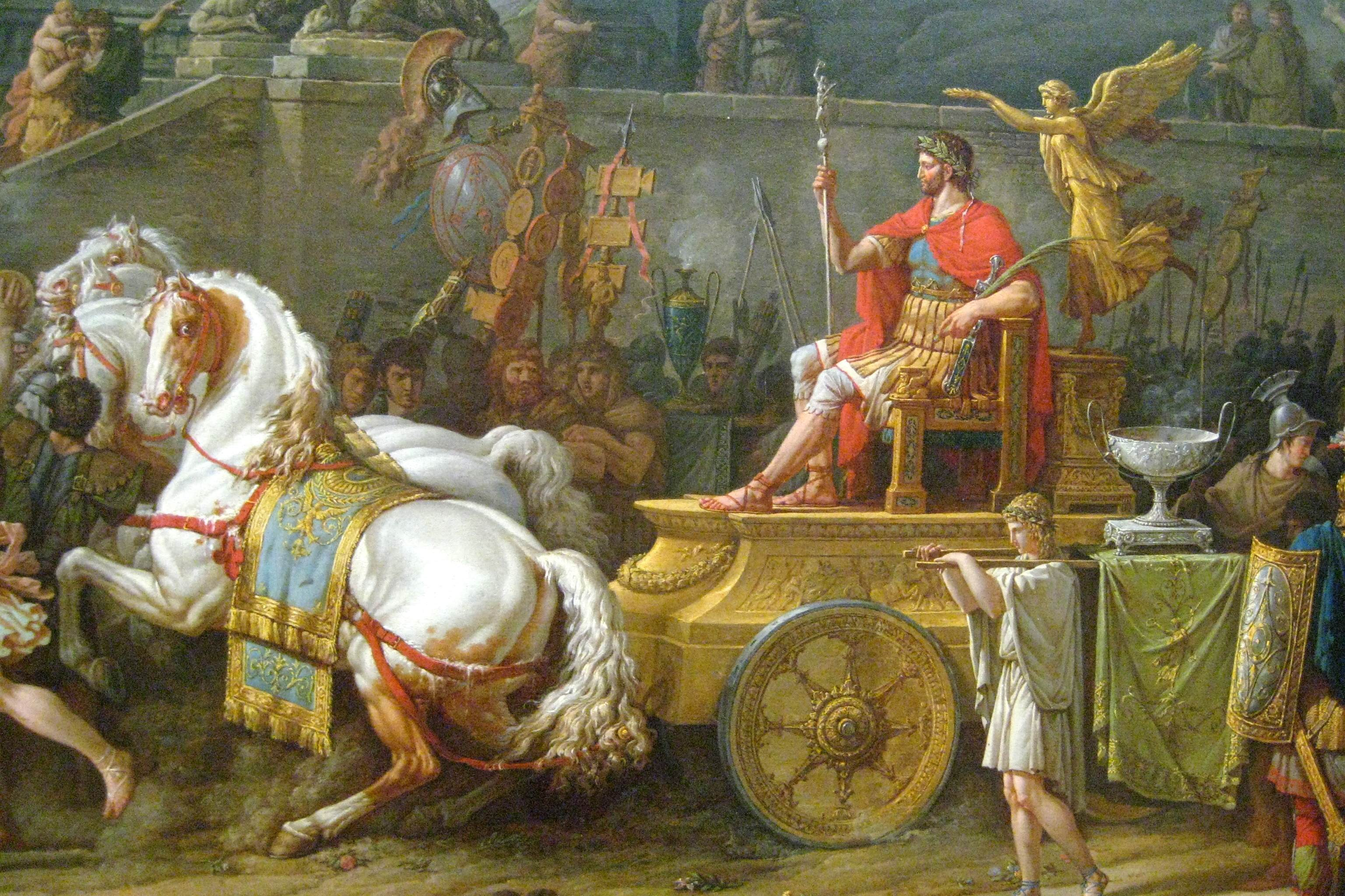
Trionfo di Lucio Emilio Paolo, di Carle Vernet

Ma il nuovo status quo imposto dai Romani fu messo alla prova quando la Lega etolica, già alleata dei romani durante la seconda guerra macedonica, a causa delle pesanti condizioni di pace imposte a tutta la Grecia dai romani richiese l'aiuto di Antioco III il Grande per liberare l'Ellade dalla tirannia romana. Fu l'inizio della guerra romano-siriaca, che si combatté tra il 191 e il 188 a.C. e che vide la vittoria romana. Questa la descrizione che ne fece Floro:
(Floro, Epitoma di storia romana, I, 24.2.)
Come conseguenza tutti i territori anatolici ad ovest del Tauro entrarono nella sfera di influenza romana.
La regione non era però ancora stata pacificata del tutto: nel 171 a.C. il figlio e successore di Filippo, Perseo di Macedonia, riprese ad attuare una politica espansionistica ai danni di alcune tribù balcaniche alleate di Roma, provocando lo scoppio della terza guerra macedone. E se inizialmente Roma preferì non intervenire, nel 168 a.C. il console Lucio Emilio Paolo affrontò e sconfisse la falange macedone di Perseo nella battaglia di Pidna. Dopo la sconfitta, il sovrano, tentata invano la fuga, si consegnò al nemico, mentre la Macedonia fu divisa in quattro repubbliche subalterne e tributarie a Roma.
Nel 150 a.C. era spuntato in Macedonia un certo Andrisco, che affermando di essere figlio di Perseo e di voler ricostruire il regno macedone, aveva radunato attorno a sé un esercito. Dopo degli iniziali successi, Andrisco fu battuto dal console Quinto Cecilio Metello nel 148 a.C. e costretto a riparare in Tracia. Nel 146 a.C. la Macedonia divenne una provincia romana, che includeva anche Epiro e Tessaglia. Nel 146 a.C., infine, i Romani rasero al suolo Corinto.

### Fine della potenza cartaginese (149-146 a.C.)
Intanto Cartagine, dopo la sconfitta di Annibale, aveva dovuto cedere ai Romani le redditizie conquiste in Spagna, stava pagando pesanti indennità (200 talenti d'argento annui per 50 anni) ed era stata pure costretta a prestare un contingente alle forze di Roma nelle guerre contro Antioco III, Filippo V e Perseo. La relativa decadenza dello Stato cartaginese era mitigata, tuttavia, dalla ripresa del commercio, in cui i cartaginesi erano maestri, inoltre un nuovo impulso era stato dato all'agricoltura ed in particolare alle coltivazioni di ulivo e vite. Tale ripresa allarmò Roma, in cui era presente un partito che propugnava la completa distruzione della rivale africana: tra i fautori di una nuova guerra contro Cartagine c'era Catone il Censore, che terminava tutti i suoi discorsi con la famosissima frase "Ceterum censeo Carthaginem delendam esse" (Inoltre ritengo che Cartagine debba essere distrutta).
Il pretesto che portò alla terza guerra punica fu dato ai Romani da Massinissa, che da tempo stava aumentando la propria sfera di influenza a danno di Cartagine. Per due volte Cartagine chiese l'intervento dei Romani per fermare le azioni dello scomodo vicino, ma in entrambe le occasioni Roma decise semplicemente di non intervenire. Nel 150 a.C. Cartagine decise di reagire ai continui attacchi dei numidi, ben sapendo di contravvenire alle condizioni di pace imposte dai Romani. Infatti questa azione fu presa a pretesto dai Romani per dichiarare guerra a Cartagine l'anno successivo. Il senato, infatti, sobillato da Catone il Censore, decise di attaccare Cartagine, e nel 147 a.C. si risolse ad inviare in Africa il console Publio Cornelio Scipione Emiliano, che, dopo un lungo assedio, nel 146 a.C. espugnò e rase al suolo la città. La guerra era durata tre anni, dal 149 a.C. al 146 a.C., fu combattuta sul suolo africano e si concluse con la definitiva sconfitta dei cartaginesi.

## Tramonto della Repubblica romana (146-31 a.C.)

### Nuovo espansionismo mediterraneo: Spagna, Gallia Narbonense e Asia (133-121 a.C.)

Spagna romana nel III secolo a.C.

Dopo avere costretto alla resa definitiva cartaginesi e macedoni, Roma decise di risolvere una volta per tutte anche la questione spagnola, che si trascinava da diversi decenni, ovvero da quando nel 197 a.C., dopo la Seconda guerra punica, i Romani avevano suddiviso il territorio in due province, la Spagna citeriore (Hispania Citerior) e la Spagna ulteriore (Hispania Ulterior), con capitali, rispettivamente, Tarragona e Cordova. Il malgoverno sfrenato e lo spietato sfruttamento provocarono una violenta rivolta che si estese anche alle popolazioni confinanti dei Lusitani e dei Celtiberi e che, dopo esiti alterni e battaglie cruente con costi enormi in uomini e denaro, venne infine risolta con l'uccisione del capo dei Lusitani Viriato (139 a.C.) e con la presa per fame della roccaforte dei Celtiberi, Numanzia, nel 133. a.C.
Circostanze assai strane portarono, invece, nel 133 a.C. all'annessione del regno di Pergamo, che fu poi nel 129 a.C. ridotto a provincia (i Romani la chiamarono provincia d'Asia). Il re Attalo III aveva lasciato in eredità il proprio regno a Roma, ma occorsero tre anni prima che i Romani potessero dominare direttamente quel territorio, dato che sotto la guida di un certo Aristonico era scoppiata una violenta insurrezione popolare, domata a fatica. Roma poteva ormai considerarsi la potenza egemone nel Mediterraneo.
Qualche anno più tardi, nel 121 a.C., vennero poste le basi anche per la futura espansione nella Gallia Transalpina, con la riduzione a provincia della Gallia Narbonense (l'attuale Provenza).
Con la sconfitta dei nemici contro cui combatteva da anni su entrambi i fronti, Roma era diventata padrona del Mediterraneo. Le nuove conquiste, tuttavia, portarono anche notevoli cambiamenti nella società romana: i contatti con la cultura ellenistica, temuta e osteggiata dallo stesso Catone, modificarono profondamente gli usi che fino ad allora si rifacevano al mos maiorum, trasformando radicalmente la società dell'Urbe.

### Le riforme dei Gracchi (133 a.C. – 121 a.C.)
Il periodo che va dalle agitazioni graccane alla dominazione di Lucio Cornelio Silla, segnò l'inizio della crisi che, quasi un secolo dopo, portò la repubblica aristocratica al tracollo definitivo. Lo storico Ronald Syme ha chiamato il periodo di passaggio dalla Repubblica al principato augusteo "rivoluzione romana".
L'espansione così grande e repentina nel bacino del Mediterraneo aveva, infatti, costretto la Repubblica ad affrontare problemi enormi e di vario genere: le istituzioni romane erano fino ad allora concepite per amministrare un piccolo stato; adesso le province si stendevano dall'Iberia, all'Africa, alla Grecia, all'Asia Minore.
A partire dalla riforma agraria proposta dal tribuno della plebe Tiberio Sempronio Gracco nel 133 a.C., le convulsioni politiche divennero sempre più gravi, producendo una serie di dittature, guerre civili e temporanee tregue armate nel corso del secolo successivo. Gli intenti di Tiberio erano sostanzialmente conservatori. Preoccupato dalla penuria di uomini che aveva notato in varie parti d'Italia e dalla povertà di molti e convinto che in queste condizioni sarebbe stato impossibile mantenere l'ordinamento sociale che era l'ossatura dell'esercito, egli si proponeva, mediante nuove distribuzioni di terre, stabilite da un collegio che le assegnava secondo un principio quantitativo, concedendo quelle in eccesso ai cittadini meno abbienti, di dar nuovo vigore al ceto dei piccoli proprietari agricoli, che si trovava in grave difficoltà a causa da una parte del "prelievo" dovuto alle continue guerre, dall'altra della pressione dei grandi proprietari, che estendevano i loro domini attraverso l'evizione dei coloni debitori o l'acquisto dei loro fondi. Le continue guerre in patria e all'estero, infatti, avevano da una parte costretto i piccoli proprietari terrieri ad abbandonare per lunghi anni i propri poderi per prestare servizio nelle legioni, dall'altro avevano finito per rifornire Roma (grazie ai saccheggi e alle conquiste) di una quantità enorme di merci a buon mercato e di schiavi, i quali venivano usualmente impiegati nelle aziende agricole dei patrizi romani, con ripercussioni tremende nel tessuto sociale romano, dato che la piccola proprietà terriera non era in grado di competere con i latifondi schiavistici (che producevano praticamente a costo zero). Tutte quelle famiglie che, a causa dei debiti, erano state costrette a lasciare le campagne, si rifugiarono a Roma, dove diedero vita al cosiddetto sottoproletariato urbano: una massa di persone che non avevano un lavoro, una casa e di che sfamarsi, con inevitabili e pericolose tensioni sociali.

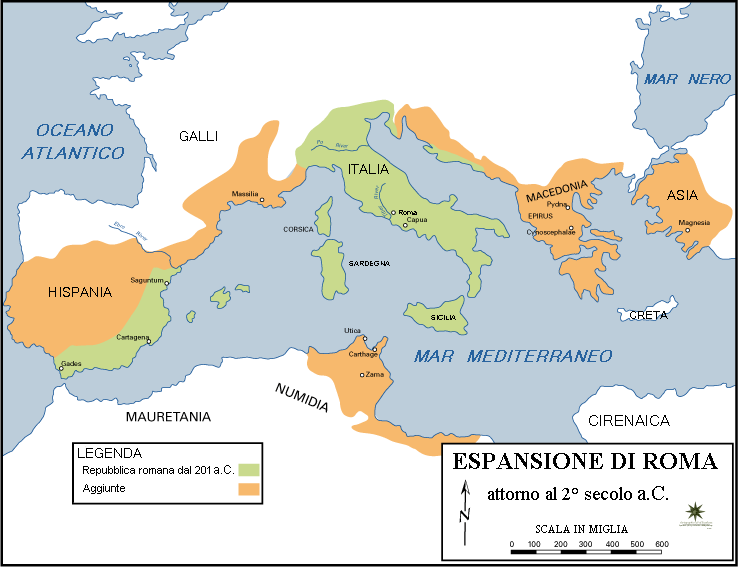
Il mondo romano, al termine della seconda guerra punica (in verde), e poi attorno al 100 a.C. (arancione)

L'aristocrazia senatoria, arroccandosi in una migliore difesa dei propri interessi particolari, ostacolò inizialmente Tiberio, corrompendo un altro tribuno della plebe, Ottavio, che tuttavia venne dichiarato decaduto dalla carica dallo stesso Tiberio, che lo accusò di aver agito contro gli interessi della plebe. Per superare l'opposizione del collega tribuno, attuata mediante il veto alle sue proposte di riforma, Tiberio, contrariamente agli usi tradizionali, si presentò nel 132 a.C. alle elezioni per essere rieletto al tribunato e poter completare le sue riforme. A questo punto, temendo un'ulteriore deriva in senso popolare del governo della Repubblica, durante le convulse fasi antecedenti le elezioni dei tribuni della plebe, una banda di senatori, guidati da Scipione Nasica, attaccò Tiberio al Campidoglio causandone la morte, assieme a trecento suoi seguaci.
Otto anni dopo, Gaio Sempronio Gracco, eletto tribuno della plebe dell'anno 123 a.C., riprese l'azione politica del fratello, spingendola su posizioni sempre più popolari ed anti-nobiliari, cercando di procurarsi il favore, oltre che dei proletari, anche dei "soci" italici (emarginati politicamente dalle conquiste) e della classe equestre. Come il fratello, sempre contro le consuetudini, anche Gaio si presentò l'anno successivo per concorrere all'elezione al tribunato, carica alla quale fu eletto, rendendosi promotore di una forte battaglia politica di opposizione alla classe senatoriale. Nel 121 a.C. non riuscì però a farsi eleggere per la terza volta al tribunato, e ad impedire così la politica di restaurazione dei privilegi senatoriali operata dalla nuova classe politica. Per opporsi a questo nuovo corso, Gaio non esitò ad operare come "agitatore politico" esternamente alle istituzioni pubbliche, cosa questa che alla fine gli valse la messa in accusa come nemico della repubblica. Abbandonato dai molti dei suoi sostenitori, si fece uccidere da un suo servo sul Gianicolo.

### Giugurta, i Germani e Gaio Mario (112 a.C. – 100 a.C.)

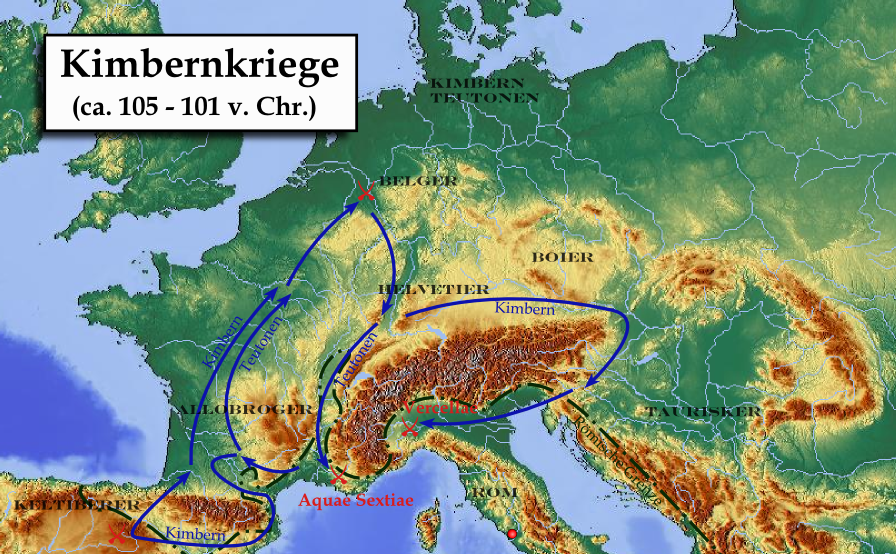
La coalizione germanica di Cimbri e Teutoni dalla Gallia muovono in direzione dell'Italia romana, dove vengono sconfitti negli anni 102-101 a.C. da Gaio Mario.

Negli anni successivi la politica romana fu caratterizzata sempre più dal radicalizzarsi della lotta tra il partito degli ottimati e quello dei popolari. In questo contesto irruppe nella storia romana un homo novus, cittadino romano proveniente però dalla provincia: Gaio Mario.
Mario, dopo essersi distinto per le sue capacità militari in Spagna, rientrò a Roma con l'intento di costruirsi una propria carriera politica, il cosiddetto cursus honorum, che lo portasse al consolato. Riuscì ad ottenere le cariche di questore, tribuno della plebe e pretore.
Dopo aver condotto con successo una campagna militare nella Spagna Ulteriore, tornò a Roma, dove sposò Giulia, sorella di Gaio Giulio Cesare, padre di Gaio Giulio Cesare, il dittatore. Nel 109 a.C. partì per l'Africa come legato di Quinto Cecilio Metello, a cui il Senato aveva affidato la guerra contro Giugurta, non giudicando soddisfacente l'andamento di questa.
Nel 108 Mario tornò a Roma per concorrere al consolato, al quale fu eletto nel 107 a.C. anche grazie alle accuse di incapacità militare che rivolse ai patrizi, Metello in primis. Come console riuscì a farsi affidare la conduzione della guerra contro Giugurta, che sconfisse nel 105 a.C. Roma occupò così la Numidia.
Mentre Mario portava vittoriosamente a termine la guerra in Africa, Roma stava subendo pesanti sconfitte da parte delle tribù germaniche dei Cimbri e dei Teutoni. Nel 107 a.C. l'esercito di Lucio Cassio Longino fu sconfitto, e lo stesso generale ucciso in battaglia, nella Gallia Narbonense. Ma fu la tremenda sconfitta del 105 a.C. ad Arausio, dove perirono circa 120 000 romani tra soldati ed ausiliari, che gettò i romani nel panico.
In questo clima di paura Mario, visto come unico generale in grado di organizzare l'esercito contro i Germani, venne eletto console per ben cinque volte consecutive, dal 104 al 100 a.C., fino a che la minaccia dell'invasione germanica non fu sventata con le vittorie ad Aquae Sextiae e a Vercelli. Contro Teutoni e Cimbri Mario utilizzò il nuovo, formidabile esercito nato dalla sua riforma avviata nel 107 a.C. A differenza di quello precedente, formato da cittadini-contadini ansiosi di tornare ai propri campi una volta finite le campagne belliche, questo era un esercito stanziale e permanente di volontari arruolati con ferma quasi ventennale, ovvero un esercito di professionisti attratti non solo dal salario, ma anche dal miraggio del bottino e dalla promessa di una terra alla fine del servizio. I proletari ed i nullatenenti vi si arruolarono in massa. Non era tanto un esercito di cittadini motivati dal senso del dovere, ma piuttosto di militari legati dallo spirito di corpo e dalla fedeltà al capo.
In tutto questo periodo, sia contro Giugurta che contro i Germani, Mario ebbe come legato un giovane nobile, di cui apprezzava le capacità militari: Lucio Cornelio Silla.

### Guerra sociale (91 a.C.-88 a.C.)
Già dal tempo dei Gracchi a Roma si avanzavano proposte d'estensione dei diritti di cittadinanza anche ad altri popoli italici fino ad allora federati, ma i tentativi non ebbero successo. La speranza degli alleati italici era che a Roma prevalesse il partito di coloro che volevano concedere agli alleati italici la cittadinanza romana.
Ma quando nel 91 a.C. il tribuno Marco Livio Druso, che stava preparando una proposta di legge per concedere la cittadinanza agli alleati fu ucciso, ai più apparve chiaro che Roma non avrebbe concesso spontaneamente la cittadinanza. Fu l'inizio della guerra che dal 91 a.C. all'88 a.C. vide combattersi gli eserciti romani e quelli italici.
Gli ultimi a cedere le armi ai Romani, capeggiati tra gli altri da Silla e Gneo Pompeo Strabone, padre del futuro Pompeo Magno, furono i Sanniti. Alla fine della guerra, però, gli italici della penisola, nonostante la sconfitta, riuscirono a ottenere l'agognata cittadinanza romana.

### Dittatura di Silla (88 a.C.-78 a.C.)
In Senato lo scontro politico tra le due fazioni avverse, quella degli ottimati che aveva trovato il suo "campione militare" nel nobile Lucio Cornelio Silla, e quella dei mariani guidata dal generale ed "uomo nuovo" Gaio Mario, si stava sempre più radicalizzando, non trovando le due fazioni più alcun terreno di concordia comune sugli elementi fondanti dello Stato, come la cittadinanza, la suddivisione delle sempre maggiori ricchezze che affluivano a Roma e il controllo dell'esercito, che si stava trasformando da esercito cittadino in esercito di professionisti.
Questa tensione, fino a che Gaio Mario rimase in vita, si risolse sempre nella lotta per l'ottenimento del consolato per i candidati della propria parte politica. Morto Mario, e trovandosi Quinto Sertorio in Spagna, forse l'unico tra i mariani che potesse contrastare militarmente Silla, Lucio Cornelio, al ritorno dalla vittoriosa guerra in oriente, ritenne di poter forzare la mano e con l'esercito in armi marciò contro Roma nell'82 a.C. Qui, a Porta Collina, Silla ottenne la vittoria decisiva nella guerra civile contro i mariani.
Per consolidare la sua vittoria Silla si fece eleggere dittatore a vita e iniziò una vasta e sistematica persecuzione nei confronti dei rappresentanti della parte avversa (le liste di proscrizione sillane) da cui il giovane Giulio Cesare, nipote di Gaio Mario, riuscì a stento a sottrarsi.
Fino a che morì, nel 78 a.C., l'unica seria opposizione che continuò ad essere condotta contro Silla, fu quella condotta da Sertorio dalla Spagna.

### Guerre mitridatiche (88 a.C.-63 a.C.)

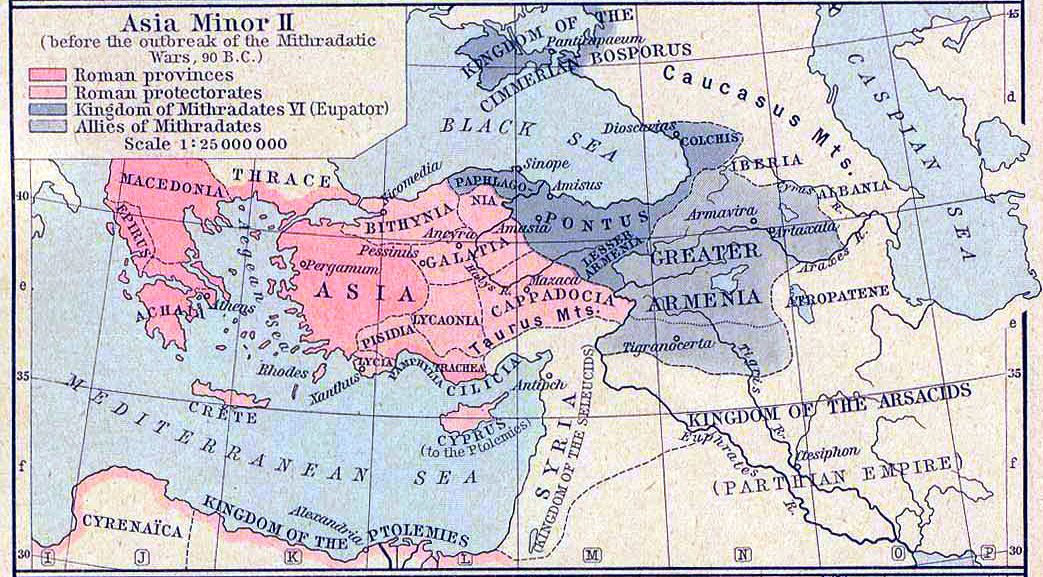
I domini di Mitridate VI prima dell'inizio delle guerre contro Roma

Nel 111 a.C., salì al trono del regno del Ponto, Mitridate VI, figlio dello scomparso Mitridate V. Il nuovo sovrano mise subito in atto (fin dal 110 a.C.) una politica espansionistica nell'area del Mar Nero, conquistando tutte le regioni da Sinope alle foci del Danubio, compresa la Colchide, il Chersoneso Taurico e la Cimmeria (attuale Crimea), e poi sottomettendo le vicine popolazioni scitiche e dei sarmati Roxolani. Il giovane re volse, quindi, il suo interesse verso la penisola anatolica, dove la potenza romana era, però, in costante crescita. Sapeva che uno scontro con quest'ultima sarebbe risultato mortale per una delle due parti.
La prima guerra mitridatica iniziò verso la fine dell'89 a.C. Le ostilità si erano aperte con due vittorie del sovrano del Ponto sulle forze alleate dei Romani, prima del re di Bitinia, Nicomede IV e poi dello stesso inviato romano Manio Aquilio, a capo di una delegazione in Asia Minore. L'anno successivo Mitridate decise di continuare nel suo progetto di occupazione dell'intera penisola anatolica, ripartendo dalla Frigia. La sua avanzata proseguì, passando dalla Frigia alla Misia, e toccando quelle parti di Asia che erano state recentemente acquisite dai Romani. Poi mandò i suoi ufficiali per le province adiacenti, sottomettendo la Licia, la Panfilia, ed il resto della Ionia.
Non molto tempo dopo Mitridate riuscì a catturare il massimo esponente romano in Asia, il consolare Manio Aquilio e lo uccise barbaramente. Sembra che a questo punto, la maggior parte delle città dell'Asia si arresero al conquistatore pontico, accogliendolo come un liberatore dalle popolazioni locali, stanche del malgoverno romano, identificato da molti nella ristretta cerchia dei pubblicani. Rodi, invece, rimase fedele a Roma.
Non appena queste notizie giunsero a Roma, il Senato dichiarò guerra contro il re del Ponto, seppure nell'Urbe vi fossero gravi dissensi tra le due principali fazioni interne alla Res publica (degli Optimates e dei Populares) ed una guerra sociale non fosse stata del tutto condotta a termine. Si procedette, quindi, a decretare a quale dei due consoli, sarebbe spettato il governo della provincia d'Asia, e questa toccò in sorte a Lucio Cornelio Silla.
Mitridate, frattanto, preso possesso della maggior parte dell'Asia Minore, dispose che tutti coloro, liberi o meno, che parlavano una lingua italica, fossero barbaramente trucidati; non solo quindi i pochi soldati romani rimasti a presidio delle guarnigioni locali. 80 000 tra cittadini romani e non, furono massacrati nelle due ex-province romane d'Asia e Cilicia (episodio noto come Vespri asiatici). La situazione precipitò ulteriormente, quando a seguito delle ribellioni nella provincia asiatica, insorse anche l'Acaia contro Roma. Il re del Ponto appariva ai loro occhi come un liberatore della grecità, quasi fosse un nuovo Alessandro Magno.

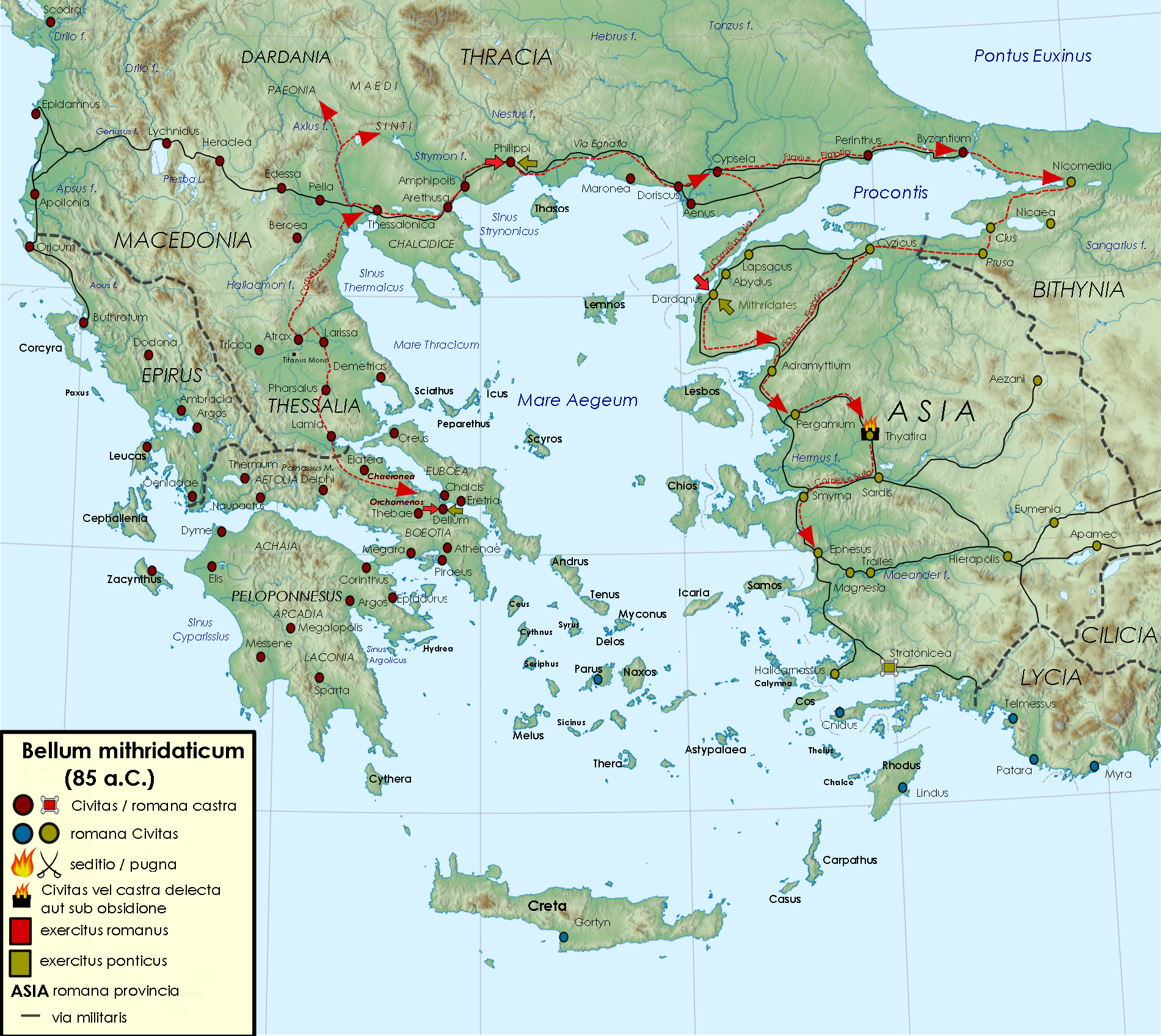
Il quinto anno di guerra (85 a.C.) della prima guerra mitridatica. In evidenza: gli incontri tra Silla e Archelao, prima a Delio e poi a Filippi; tra Silla e Mitridate a Dardano; lo scontro tra Silla e Flavio Fimbria presso Tiatira

Con l'arrivo di Lucio Cornelio Silla in Grecia nell'87 a.C. le sorti della guerra contro Mitridate cambiarono a favore dei Romani. Espugnata prima Atene ed il Pireo, il comandante romano ottenne due successi determinanti ai fini della guerra, prima a Cheronea, dove secondo Tito Livio caddero ben 100 000 armati del regno del Ponto, ed infine ad Orcomeno.
Contemporaneamente, agli inizi dell'85 a.C., il prefetto della cavalleria, Flavio Fimbria, a capo di un secondo esercito romano, si diresse anch'egli contro le armate di Mitridate, in Asia, uscendone più volte vincitore, riuscendo a conquistare la nuova capitale di Mitridate, Pergamo, e poco mancò che non riuscisse a far prigioniero lo stesso re. Intanto Silla avanzava dalla Macedonia, massacrando i Traci che sulla sua strada gli si erano opposti.
Dopo una serie di trattative iniziali, Mitridate e Silla si incontrarono a Dardano, dove si accordarono per un trattato di pace, che costringeva Mitridate a ritirarsi da tutti i domini antecedenti la guerra, ma ottenendo in cambio di essere ancora una volta considerato "amico del popolo romano". Un espediente per Silla, per poter tornare nella capitale a risolvere i suoi problemi personali, interni alla Repubblica romana.
Nel 74 a.C. divenne provincia romana la Bitinia (Bythinia), quando Nicomede IV lasciò anch'egli in eredità allo stato romano, il proprio regno. Pochi anni più tardi (nel 63 a.C.), al termine della terza guerra mitridatica, la sconfitta del regno del Ponto portò alla creazione di una nuova provincia (Bythinia et Pontus che univa i territori dei due regni ora sotto il dominio romano), grazie alle campagne militari condotte nell'area, da Lucio Licinio Lucullo (dal 74 al 67 a.C.).
E mentre Lucullo era ancora impegnato con Mitridate e con Tigrane II, Gneo Pompeo Magno riusciva nel 67 a.C. a ripulire l'intero bacino del Mediterraneo dai pirati, strappando loro l'isola di Creta, le coste della Licia, della Panfilia e della Cilicia, dimostrando straordinaria disciplina ed abilità organizzativa. La Cilicia vera e propria (Trachea e Pedias), che era stata covo di pirati per oltre quarant'anni, fu così definitivamente sottomessa. In seguito a questi eventi la città di Tarso divenne la capitale dell'intera provincia romana. Furono poi fondate ben 39 nuove città. La rapidità della campagna indicò che Pompeo aveva avuto talento, come generale, anche in mare, con forti capacità logistiche.
Fu allora incaricato Pompeo di condurre una nuova guerra contro Mitridate VI re del Ponto, in Oriente (nel 66 a.C.), grazie alla lex Manilia, proposta dal tribuno della plebe Gaio Manilio, ed appoggiata politicamente da Cesare e Cicerone. Questo comando gli affidava essenzialmente, la conquista e la riorganizzazione dell'intero Mediterraneo orientale, avendo il potere di proclamare quali fossero i popoli clienti e quali quelli nemici, con un potere illimitato mai prima d'ora conferito a nessuno, ed attribuendogli tutte le forze militari al di là dei confini dell'Italia romana.

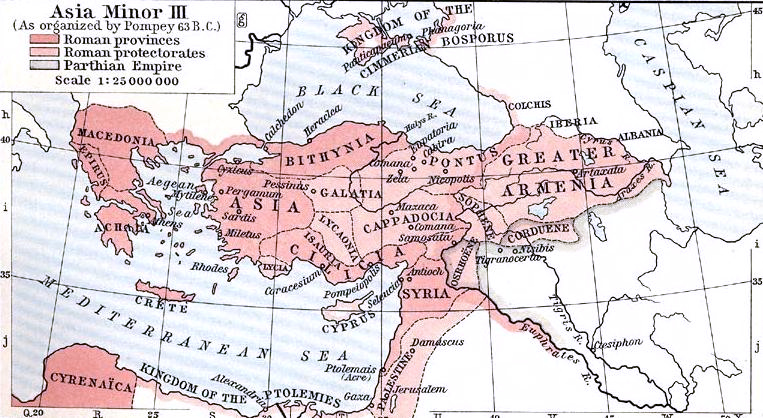
I domini romani orientali ed i regni clienti alleati a Roma, al termine della terza guerra mitridatica (nel 63 a.C.)

Seguirono altri anni di guerra nell'area (dal 66 al 63 a.C.), al termine dei quali Pompeo, tornato quindi nella nuova provincia di Siria, dopo aver sottomesso anche i Giudei, si apprestò a riorganizzare l'intero Oriente romano, gestendo al meglio le alleanze che vi gravitavano attorno (si veda Regno cliente).
Nella nuova riorganizzazione, fu trovato un accordo tra la Repubblica ed il regno dei Parti, secondo il quale, il fiume Eufrate avrebbe costituito, d'ora in poi, il confine tra i due stati; lasciò a Tigrane II l'Armenia; a Farnace il Bosforo; ad Ariobarzane la Cappadocia ed alcuni territori limitrofi; ad Antioco di Commagene aggiunse Seleucia e parti della Mesopotamia che aveva conquistato; a Deiotaro, tetrarca della Galazia, aggiunse i territori dell'Armenia Minore, confinanti con la Cappadocia; fece di Attalo il principe di Paflagonia e di Aristarco quello della Colchide; nominò Archelao sacerdote della dea venerata a Comana; ed infine fece di Castore di Phanagoria, un fedele alleato e amico del popolo romano.
Il proconsole romano decise, inoltre, di fondare alcune nuove città (sembra otto, secondo Cassio Dione Cocceiano), come Nicopoli al Lico in Armenia Minore, chiamata così in ricordo della vittoria ottenuta su Mitridate; poi Eupatoria, costruita dal re pontico ed intitolata a sé stesso, ma poi distrutta perché aveva ospitato i Romani, che Pompeo ricostruì e rinominò Magnopolis. In Cappadocia ricostruì Mazaca, che era stata completamente distrutta dalla guerra. Restaurò poi molte altre città in molte regioni, che erano state distrutte o danneggiate, nel Ponto, in Palestina, Siria Coele ed in Cilicia, dove aveva combattuto la maggior parte dei pirati, e dove la città, in precedenza chiamata Soli, fu ribattezzata Pompeiopolis.
Per questi successi il Senato gli decretò il meritato trionfo il 29 settembre del 61 a.C. e fu acclamato da tutta l'assemblea con il nome di Magnus.
Pompeo non solo era riuscito a vincere Mitridate nella Terza guerra mitridatica (del 63 a.C.), ma anche a battere Tigrane II, re di Armenia, con cui in seguito fissò dei trattati. Pompeo impose una riorganizzazione generale ai re delle nuove province orientali, tenendo intelligentemente conto dei fattori geografici e politici connessi alla creazione di una nuova frontiera di Roma in oriente. Le ultime campagne militari avevano così ridotto il Ponto, la Cilicia campestre, la Siria (Fenicia, Coele e Palestina) a nuove province romane, mentre Gerusalemme era stata conquistata. La provincia d'Asia era stata a sua volta ampliata, sembra aggiungendo Frigia, parte della Misia adiacente alla Frigia, in aggiunta Lidia, Caria e Ionia. Il Ponto fu quindi aggregato alla Bitinia, venendo così a formare un'unica provincia di Ponto e Bitinia. A ciò si aggiungeva un nuovo sistema di "clientele" che comprendevano dall'Armenia di Tigrane II, al Bosforo di Farnace, alla Cappadocia, Commagene, Galazia, Paflagonia, fino alla Colchide.

### Rivolta di Spartaco (73 a.C.-71 a.C.)
La situazione politica si caratterizzava da una costante instabilità, favorita dai continui contrasti tra la fazione dei populares e quella degli optimates: dopo la guerra civile tra l'homo novus Mario e l'aristocratico Silla e la successiva dittatura sillana, si era consolidato il predominio della fazione aristocratica, divenuta sempre più la padrona incontrastata del senato e della politica romana. Da questa situazione di conflitto si sviluppò nell'80 a.C. la rivolta del popolare Quinto Sertorio: egli radunò attorno a sé i seguaci mariani sfuggiti alle proscrizioni di Silla e si rifugiò in Hispania, dove ottenne l'alleanza dei Lusitani, mai realmente sottomessi all'autorità di Roma. Contro lo Stato ribelle organizzato da Sertorio grazie al continuo afflusso di "perseguitati politici" da Roma fu inviato, nel 76 a.C., Gneo Pompeo, che poté avere la meglio solo quando la confederazione guidata da Sertorio si sfaldò, nel 72 a.C. Contemporaneamente, i Romani erano impegnati a Oriente nella terza guerra contro Mitridate VI del Ponto, condotta dal generale Lucio Licinio Lucullo: il duplice impegno militare riduceva di fatto la presenza di truppe in Italia, rendendo l'esercito inadeguato e permettendo l'iniziale successo della rivolta guidata da Spartaco.
(Theodor Mommsen, Storia di Roma antica, libro V, pp. 657-658.)

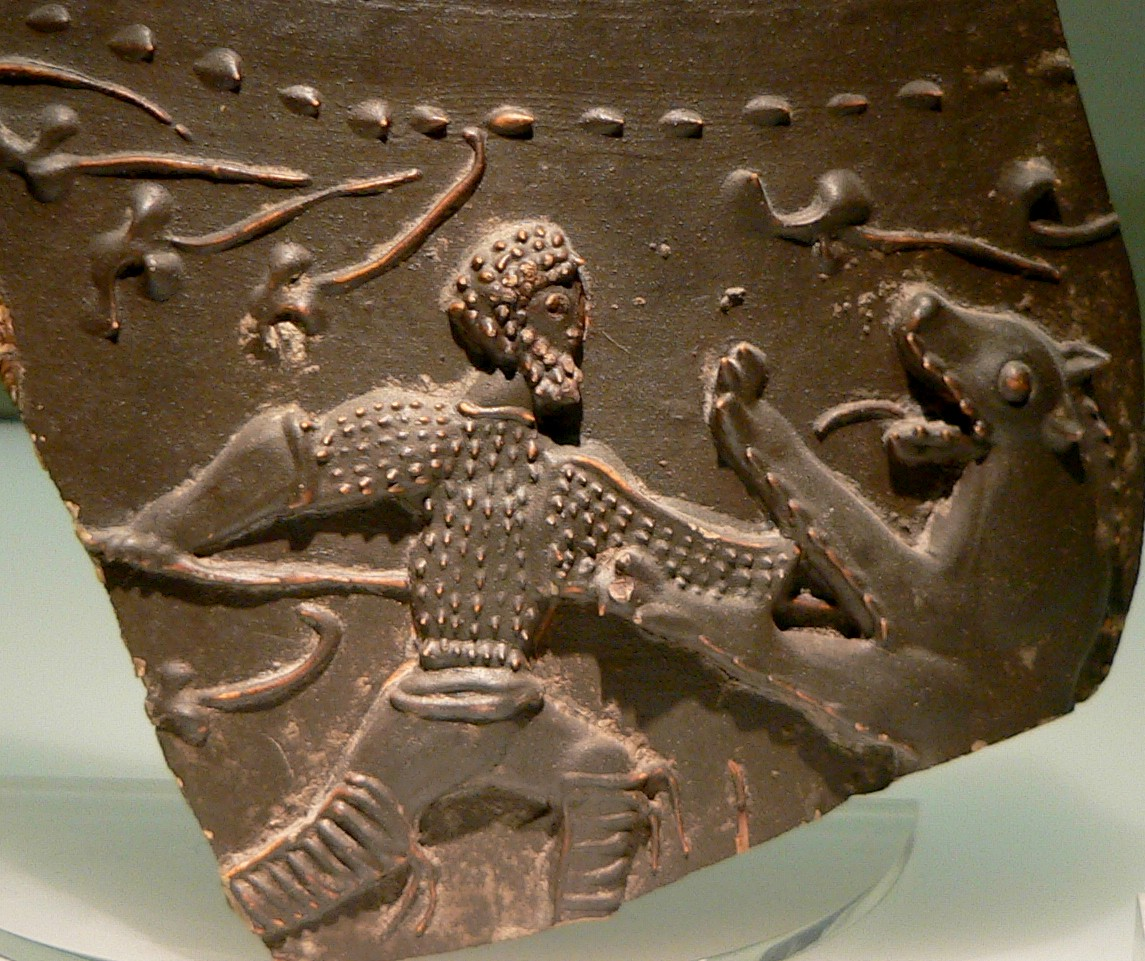
Raffigurazione di un gladiatore: nella terza guerra servile la Repubblica romana dovette affrontare i propri gladiatori e schiavi ribelli

Altro stimolo alla rivolta da parte degli schiavi (rivolta peraltro generale più che regionale, al contrario della prima e della seconda guerra servile) fu certamente il successo e l'inquietudine sociale dei popoli italici (che, in precedenza, erano sempre stati considerati solo federati), i quali erano riusciti ad ottenere, a prezzo di una lunga e sanguinosa "guerra interna" durata ben tre anni (91-88 a.C.), un'estensione dei diritti di cittadinanza.
L'agricoltura su vasta scala nella penisola italiana dipendeva, inoltre, dallo sfruttamento degli schiavi nelle grandi proprietà terriere (latifundia). Le brutali condizioni in cui gli schiavi venivano tenuti fu spesso causa di feroci e pericolose rivolte, che già nei decenni precedenti alla rivolta di Spartaco avevano causato diversi problemi ai Romani, soprattutto in Sicilia (guerre servili).
Spartaco era uno schiavo della Tracia, e venne addestrato come gladiatore. Nel 73 a.C., assieme ad alcuni compagni, si ribellò a Capua e fuggì verso il Vesuvio. Il numero di ribelli crebbe rapidamente fino a 70 000, composti principalmente di schiavi traci, galli e germanici. Inizialmente, Spartaco e il suo secondo in comando Crixus riuscirono a sconfiggere diverse legioni inviate contro di loro. Una volta che venne stabilito un comando unificato sotto Marco Licinio Crasso, che aveva sei legioni, la ribellione venne schiacciata nel 71 a.C. Circa diecimila schiavi fuggirono dal campo di battaglia. Gli schiavi in fuga vennero intercettati da Pompeo, aiutato dai pirati che, inizialmente, avevano promesso loro di trasportarli verso la Sicilia salvo poi tradirli, presumibilmente in base ad un accordo con Roma, che stava ritornando dalla Spagna, e 6 000 vennero crocifissi lungo la Via Appia, da Capua a Roma.
Pompeo e Crasso seppero cogliere appieno i frutti politici della loro vittoria sui ribelli; entrambi tornarono a Roma con le loro legioni, rifiutandosi di scioglierle e accampandosi appena fuori dalle mura della città. I due generali si candidarono al consolato per l'anno 70 a.C., anche se Pompeo non era eleggibile a causa della sua giovane età e del fatto che non aveva ancora servito come pretore o questore, come richiedeva, invece, il cursus honorum. Cionondimeno, entrambi furono eletti, anche a causa della minaccia implicita rappresentata dalle legioni in armi accampate fuori dalla città.
Gli effetti della terza guerra servile sull'atteggiamento dei Romani verso la schiavitù e sulle relative istituzioni sono più difficili da determinare. Certamente la rivolta aveva scosso il popolo romano, che «a causa della grande paura sembrò iniziare a trattare i propri schiavi meno duramente di prima». I ricchi possessori di latifundia iniziarono a ridurre il numero di schiavi impiegati nell'agricoltura, scegliendo di impiegare come mezzadri alcuni degli ex-piccoli proprietari terrieri spossessati. Più tardi, terminate la conquista della Gallia ad opera di Gaio Giulio Cesare nel 52 a.C. e le altre grandi conquiste territoriali operate dai Romani fino al periodo del regno di Traiano (98-117), si interruppero le guerre di conquista contro nemici esterni, e con esse cessò l'arrivo in massa di schiavi catturati come prigionieri. Si incrementò, al contrario, l'impiego di lavoratori liberi in campo agricolo.
Anche la condizione legale e i diritti degli schiavi romani iniziarono a mutare. Più tardi, durante il regno dell'imperatore Claudio (41-54), fu promulgata una costituzione che considerava omicidio e puniva l'assassinio di uno schiavo anziano o ammalato, e che dava la libertà agli schiavi abbandonati dai loro padroni. Durante il regno di Antonino Pio (138-161), i diritti degli schiavi furono ulteriormente allargati, e i padroni furono ritenuti direttamente responsabili dell'uccisione dei loro schiavi, mentre gli schiavi che dimostravano di essere stati maltrattati potevano forzare legalmente la propria vendita; fu contemporaneamente istituita un'autorità teoricamente indipendente cui gli schiavi si potevano appellare. Sebbene questi cambiamenti legali abbiano avuto luogo molto tempo dopo la rivolta di Spartaco per poterne essere considerati le dirette conseguenze, sono nondimeno la traduzione in legge dei cambiamenti dell'atteggiamento dei Romani nei confronti degli schiavi evolutosi per decenni.

### La congiura di Catilina (63 a.C.)

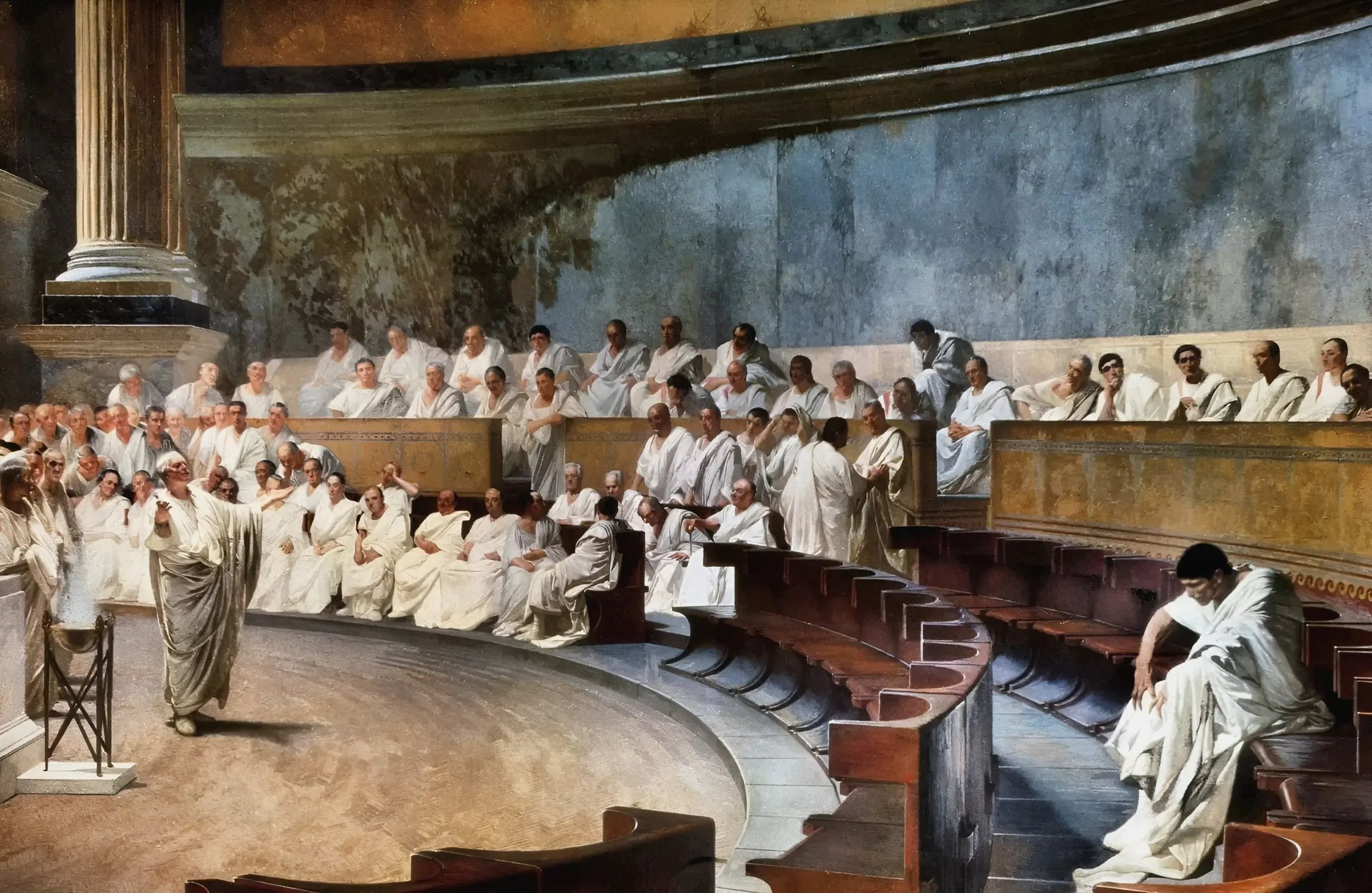
Roma: Cicerone denuncia Catilina, affresco di Cesare Maccari a Palazzo Madama che raffigura Cicerone mentre pronuncia una delle orazioni contro Catilina

Nel 63 a.C., dopo essergli stato più volte vietato di diventare console, Lucio Sergio Catilina decise di ordire una congiura per rovesciare la Repubblica. Ma il console in carica, Marco Tullio Cicerone riuscì a sventare la congiura e a ripristinare (anche se per poco tempo) l'ordine a Roma. Catilina contava soprattutto sulla plebe, a cui prometteva radicali riforme, e sugli altri nobili decaduti, ai quali prospettava un vantaggioso sovvertimento dell'ordine costituito, che lo avrebbe probabilmente portato ad assumere un potere monarchico o quasi. Venuto a conoscenza del pericolo che lo stato correva grazie alla soffiata di Fulvia, amante del congiurato Quinto Curio, Cicerone fece promulgare dal senato un senatus consultum ultimum de re publica defendenda, cioè un provvedimento con cui si attribuivano, come era previsto in situazioni di particolare gravità, poteri speciali ai consoli. Sfuggito poi ad un attentato da parte dei congiurati, Cicerone convocò il senato nel tempio di Giove Statore, dove pronunciò una violenta accusa a Catilina, con il discorso noto come Prima Catilinaria. Catilina, visti i suoi piani svelati, fu costretto a lasciare Roma per ritirarsi in Etruria presso il suo sostenitore Gaio Manlio, lasciando la guida della congiura ad alcuni uomini di fiducia, Lentulo Sura e Cetego.
Grazie alla collaborazione con una delegazione di ambasciatori inviati a Roma dai Galli Allobrogi, Cicerone poté però trascinare anche Lentulo e Cetego davanti al senato: gli ambasciatori, incontratisi con i congiurati, che avevano dato loro documenti scritti in cui promettevano grandi benefici se avessero appoggiato Catilina, furono arrestati in modo del tutto fittizio, e i documenti caddero nelle mani di Cicerone. Questi portò Cetego, Lentulo e gli altri davanti al senato, ma nel decidere quale pena dovesse essere applicata, si scatenò un acceso dibattito: dopo che molti avevano sostenuto la pena capitale, Gaio Giulio Cesare propose di punire i congiurati con il confino e la confisca dei beni. Il discorso di Cesare provocò scalpore, ed avrebbe probabilmente convinto i senatori se Marco Porcio Catone Uticense non avesse pronunciato un altrettanto acceso discorso in favore della pena di morte. I congiurati furono quindi giustiziati, e Cicerone annunziò la loro morte al popolo con la formula:
(Marco Tullio Cicerone)
Catilina fu poi sconfitto, nel gennaio 62, in battaglia assieme al suo esercito.
Cicerone, che non smise mai di vantare il proprio ruolo determinante per la salvezza dello stato (si ricordi il famigerato verso di Cicerone sul suo consolato: "Cedant arma togae", trad: che le armi lascino il posto alla toga del magistrato), grazie al ruolo svolto nel reprimere la congiura, ottenne un prestigio incredibile, che gli valse addirittura l'appellativo di pater patriae. Nonostante ciò, la scelta di autorizzare la condanna a morte dei congiurati senza concedere loro la provocatio ad populum (ovvero l'appello al popolo, che poteva decretare la commutazione della pena capitale in una pena detentiva) gli sarebbe costata cara soltanto pochi anni dopo.

### Dal primo triumvirato al passaggio del Rubicone (59 a.C.-49 a.C.)

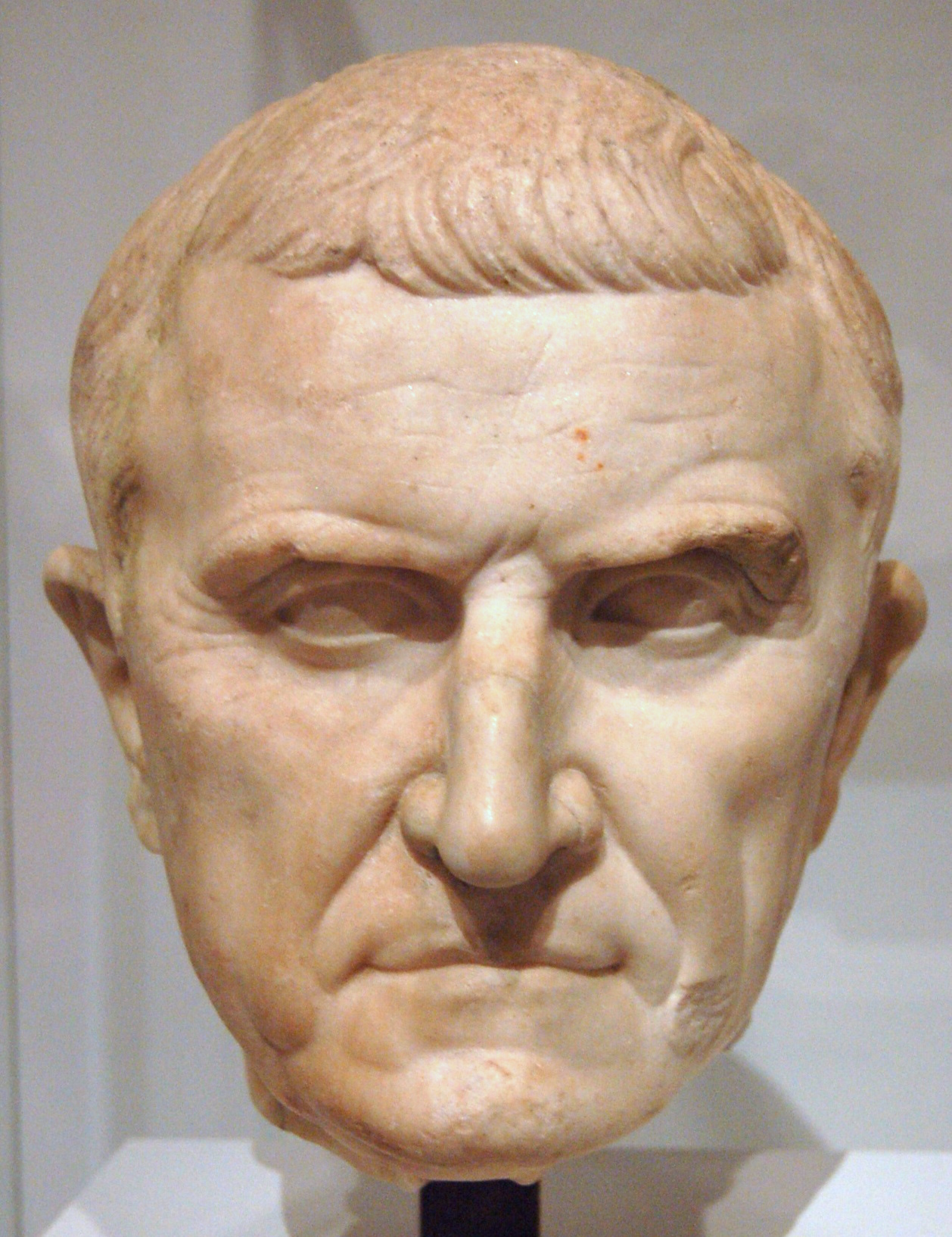
Marco Licinio Crasso

Il mondo romano si avviava a divenire troppo vasto e complesso per le istituzioni della Repubblica; la debolezza di queste ultime, ed in particolare del senato (e della classe aristocratica da esso rappresentata) divenne già evidente nelle circostanze del primo triumvirato, un accordo informale con cui i tre più potenti uomini di Roma, Cesare, Crasso e Pompeo, si spartivano le sfere d'influenza e si garantivano reciproco appoggio (60 a.C.). Questo accordo privato, chiamato dagli storici primo triumvirato, non fu in realtà una vera magistratura, ma un accordo tra privati che, data l'influenza dei firmatari, ebbe poi notevolissime ripercussioni sulla vita politica, dettandone gli sviluppi per quasi dieci anni. Crasso era l'uomo più ricco di Roma (aveva infatti finanziato la campagna elettorale di Cesare per il consolato) ed era un esponente di spicco della classe dei cavalieri. Pompeo, dopo aver brillantemente risolto la guerra in Oriente contro Mitridate ed i suoi alleati, era il generale con più successi alle spalle. Il rapporto tra Crasso e Pompeo non era dei più idilliaci, ma Cesare con la sua fine abilità diplomatica seppe riappacificarli, vedendo in un'alleanza tra i due l'unico modo con cui egli stesso avrebbe potuto raggiungere i vertici del potere. Crasso serbava infatti verso Pompeo un certo rancore, da quando quegli aveva celebrato il trionfo per la guerra contro Sertorio in Spagna e per la vittoria contro gli schiavi ribelli, che soffocata la rivolta di Spartaco cercavano di fuggire dall'Italia per attraversare l'arco alpino: ogni merito era andato a Pompeo, mentre Crasso, vero artefice della sofferta vittoria su Spartaco, aveva potuto celebrare soltanto un'ovazione.
Pompeo avrebbe dovuto sostenere la candidatura al consolato di Cesare, mentre Crasso l'avrebbe dovuta finanziare. In cambio di quest'appoggio, Cesare avrebbe fatto in modo che ai veterani di Pompeo venissero distribuite delle terre, e che il Senato ratificasse i provvedimenti presi da Pompeo in Oriente; al contempo, com'era desiderio di Crasso e dei cavalieri, fu ridotto di un terzo il canone d'appalto delle imposte della provincia d'Asia. A rinsaldare ulteriormente quanto previsto dal triumvirato, Pompeo sposò Giulia, la figlia di Cesare.
Nel 59 a.C., l'anno del suo consolato, Cesare portò al servizio dell'alleanza la sua popolarità politica e il suo prestigio, e si adoperò per portare avanti le riforme concordate con gli altri triumviri. Nonostante la forte opposizione del collega Marco Calpurnio Bibulo, che tentò in ogni modo di ostacolare le sue iniziative, Cesare ottenne comunque la ridistribuzione degli appezzamenti di ager publicus per i veterani di Pompeo, ma anche per alcuni dei cittadini meno abbienti. Bibulo, una volta accortosi del fallimento della sua sterile politica volta esclusivamente alla conservazione dei privilegi da parte della nobilitas senatoriale, si ritirò dalla vita politica: in questo modo pensava di frenare l'attività del collega, che invece poté attuare in tutta tranquillità il suo rivoluzionario programma. Cesare infatti programmò la fondazione di nuove colonie in Italia, come Capua, e per tutelare i provinciali riformò le leggi sui reati di concussione (lex Iulia de repetundis), facendo approvare allo stesso tempo delle leggi che favorissero l'ordo equestris: con la lex de publicanis egli ridusse di un terzo la somma di denaro che i cavalieri dovevano pagare allo stato, favorendo così le loro attività. Fece infine promulgare una legge che imponeva al senato di stilare le relazioni di ogni seduta (gli acta senatus). In questo modo Cesare si assicurava l'appoggio di tutta la popolazione romana, ponendo le basi per il suo futuro successo.
Durante il consolato, grazie all'appoggio dei triumviri, Cesare ottenne con la Lex Vatinia del 1º marzo il proconsolato delle province della Gallia Cisalpina e dell'Illirico per cinque anni, con un esercito composto da tre legioni (VII, VIII e IX). Poco dopo un senatoconsulto gli affidò anche la vicina provincia della Narbonense, il cui proconsole era morto all'improvviso, e la X legione.
Il fatto che a Cesare fosse stata attribuita inizialmente la provincia dell'Illirico nel suo imperium, con la dislocazione all'inizio del 58 a.C. di ben tre legioni ad Aquileia, potrebbe significare che egli intendeva recarvisi in cerca di gloria e ricchezze, con cui accrescere il suo potere, la sua influenza militare e politica con campagne oltre le Alpi Carniche fin sul Danubio, sfruttando la crescente minaccia delle tribù della Dacia che si erano riunite sotto il loro re Burebista. Mentre si trovava ancora a Roma, Cesare venne, però, a sapere che gli Elvezi, stanziati tra il lago di Costanza, il Rodano, il Giura, il Reno e le Alpi retiche, si accingevano ad attraversare il territorio della Gallia Narbonense. C'era dunque il pericolo che essi, al loro passaggio sul territorio romano, compissero razzie e incitassero alla rivolta il popolo che ivi risiedeva, gli Allobrogi; i territori che si sarebbero svuotati, potevano poi divenire meta delle migrazioni di altri popoli germanici, che si sarebbero trovati a vivere al confine con lo stato romano, dando origine a un pericolo da non sottovalutare. Il 28 marzo Cesare, avuta notizia che gli Elvezi, bruciate le loro città, erano giunti sulle rive del Rodano, fu costretto a precipitarsi in Gallia, dove giunse il 2 aprile, dopo pochissimi giorni di viaggio. Era l'inizio della conquista della Gallia (58-50 a.C.).
Morto però Crasso nel 53 a.C. a Carre, le ambizioni personali di Cesare e Pompeo si scontrarono, il senato preferì schierarsi con quest'ultimo, che si mostrava più vicino agli optimates, e garantiva un più forte atteggiamento di rispetto verso i privilegi senatoriali (per quanto non sfuggisse ai più attenti, come Cicerone, che qualunque dei due contendenti avesse prevalso il potere del senato sarebbe stato irrimediabilmente compromesso).

### Dal passaggio del Rubicone alla morte di Cesare (49 a.C.-44 a.C.)

La prima fase della Guerra civile tra Cesare e Pompeo (dal 49-47 a.C.)

Lo scontro, si mantenne sempre latente entro i limiti delle tradizionali forme di governo del potere romano, fino al 49 a.C., quando il senato intimò a Cesare di rimettere il suo comando delle legioni che aveva condotto alla conquista della Gallia, e di tornare a Roma da privato cittadino. Il 10 gennaio abbandonando gli ultimi dubbi, (Alea iacta est), Cesare attraversò con le sue truppe il Rubicone, che segnava il confine politico dell'Italia dando inizio alla guerra civile contro la fazione opposta. Il senato, di contro, si strinse attorno a Pompeo e, nel tentativo di difendere le istituzioni repubblicane, decise di dichiarare guerra a Cesare (49 a.C.).
Dopo alterne vicende, i due contendenti si affrontarono a Farsalo, dove Cesare sconfisse irreparabilmente il rivale. Pompeo cercò quindi rifugio in Egitto, ma lì fu ucciso (48 a.C.). Anche Cesare si recò perciò in Egitto, e lì rimase coinvolto nella contesa dinastica scoppiata tra Cleopatra VII ed il fratello Tolomeo XIII: risolta la situazione, riprese la guerra, e sconfisse il re del Ponto Farnace II a Zela (47 a.C.). Partì dunque per l'Africa, dove i pompeiani si erano riorganizzati sotto il comando di Catone il giovane, e li sconfisse a Tapso (46 a.C.). I superstiti dell'esercito nemico, guidato dai figli di Pompeo, Gneo e Sesto, trovarono rifugio in Spagna, dove Cesare li raggiunse e li sconfisse, questa volta definitivamente, a Munda (45 a.C.).
Cesare, avuta la meglio sulla fazione avversa, assunse il titolo di dictator, assommando a sé molti poteri e prerogative, quasi un preludio della figura dell'imperatore.

### Fine della Repubblica (44 a.C.-31 a.C.)

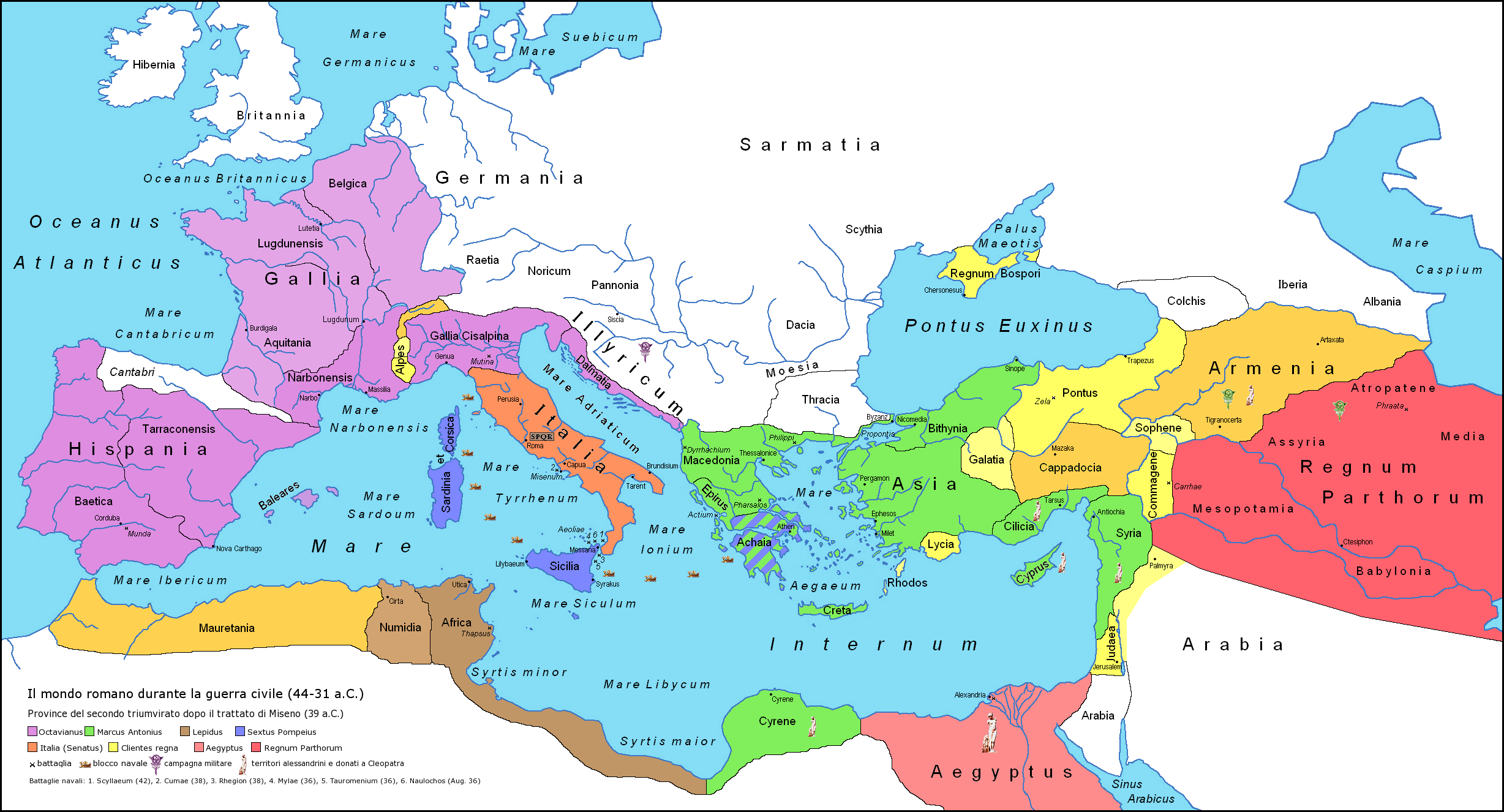
Gli scenari e la divisione territoriale dei triumviri durante la guerra civile tra Ottaviano e Marco Antonio (44-31 a.C.)

La morte del dittatore, contrariamente alle dichiarate intenzioni dei congiurati, non portò alla restaurazione della Repubblica, ma ad un nuovo periodo di scontri e di guerre civili. Tornato a Roma Ottaviano il 21 maggio del 44 a.C., dopo che i Cesaricidi avevano già da più di un mese lasciato la città, grazie ad un'amnistia concessa dal console superstite, Marco Antonio, il giovane si affrettò a rivendicare il nome adottivo di "Gaio Giulio Cesare", dichiarando pubblicamente di accettare l'eredità del padre e chiedendo pertanto di entrare in possesso dei beni familiari. Il Senato, che lo vedeva in quel momento come un principiante inesperto data la sua giovane età, pronto ad essere manovrato dall'aristocrazia senatoria, e che apprezzava l'indebolimento della posizione di Antonio, approvò la ratifica del testamento, riconoscendo ad Ottaviano lo status di erede legittimo di Giulio Cesare. Con il patrimonio di Cesare ora a sua disposizione, Ottaviano poté quindi reclutare in giugno un esercito privato di circa 3000 veterani, garantendo a ciascuno di loro un salario di 500 denarii, mentre Marco Antonio, ottenuta con legge speciale l'assegnazione - al termine del suo anno consolare - della Gallia Cisalpina già affidata al propretore Decimo Bruto, si accingeva a portare guerra ai Cesaricidi per recuperare il favore della fazione cesariana.
Quando nel mese di ottobre, l'appoggio del Senato ad Ottaviano si fece più pressante, con Cicerone che tuonava con le sue Filippiche contro Antonio, questo decise di riprendere il controllo della situazione richiamando in Italia le legioni stanziate in Macedonia. Di fronte a quella minaccia, Ottaviano richiamò allora i veterani di Cesare a lui fedeli. Fallito, per l'opposizione del Senato, il tentativo di far dichiarare Ottaviano hostis publicus per aver reclutato un esercito senza averne l'autorità, il console decise allora di accelerare i tempi dell'occupazione della Cisalpina, in modo da garantirsi una posizione di forza per l'anno successivo. Ricevuto il rifiuto da parte di Decimo Bruto alla cessione della Cisalpina, Antonio marciò su Modena, dove strinse d'assedio il propretore. Il 1º gennaio del 43 a.C., giorno dell'insediamento dei nuovi consoli Pansa e Irzio, il Senato decretò l'abrogazione della legge che assegnava ad Antonio la Gallia Cisalpina, incaricando i consoli di marciare contro Antonio assieme ad Ottaviano. Il 21 aprile Antonio venne sconfitto nella battaglia di Modena, nella quale, però, rimasero uccisi i consoli, lasciando così Ottaviano unico vincitore.

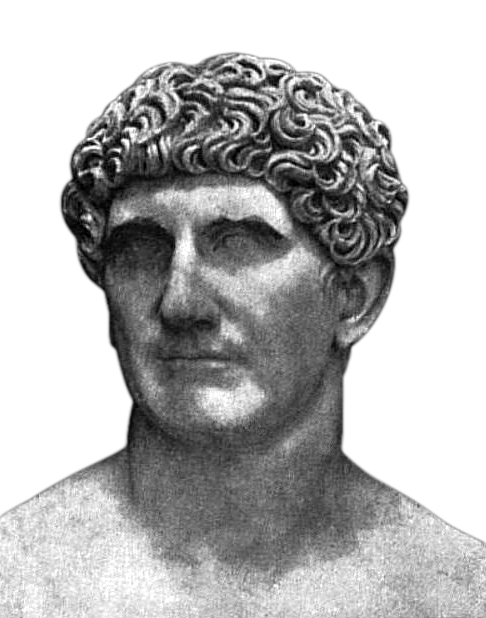
Busto di Marco Antonio

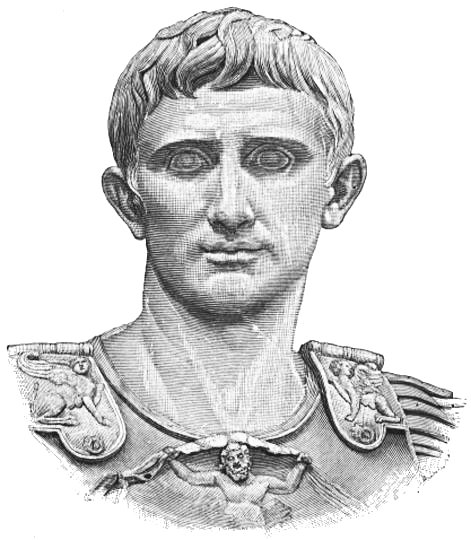
Busto di Ottaviano

Dalla sua nuova posizione di forza, divenuto legalmente a capo dello Stato romano, Ottaviano prese contatti con il principale sostenitore di Antonio, il pontefice massimo Marco Emilio Lepido, già magister equitum di Cesare, con l'intenzione di ricomporre i dissidi interni alla fazione cesariana. Con gli auspici di Lepido, ottenne dunque che fosse organizzato un incontro a tre con Antonio nei pressi di Bononia. Da quel colloquio privato nacque un accordo a tre, tra lui, Antonio e Lepido della durata di cinque anni. Si trattava del secondo triumvirato, riconosciuto legalmente dal Senato il 27 novembre di quello stesso anno con la Lex Titia, in cui veniva creata la speciale magistratura dei Triumviri rei publicae constituendae consulari potestate, ovvero "triumviri per la costituzione dello stato con potere consolare".
Il patto prevedeva la divisione dei territori romani: ad Ottaviano toccarono Siria, Sardegna e Africa proconsolaris. Furono contestualmente redatte delle liste di proscrizione contro gli oppositori di Cesare, che portarono alla confisca dei beni e all'uccisione di un gran numero di senatori e cavalieri, tra cui lo stesso Cicerone che pagò le Filippiche rivolte contro Antonio. Si preparò nel contempo la guerra contro Bruto e Cassio e i cesaricidi.
Nell'ottobre del 42 a.C. Antonio e Ottaviano, lasciato Lepido al governo della capitale, si scontrarono con i cesaricidi Marco Giunio Bruto e Gaio Cassio Longino e li sconfissero in due scontri a Filippi, nella Macedonia orientale. I due anticesariani trovarono la morte suicidandosi.
Ottaviano, Antonio e Lepido trovandosi padroni, ora, dei territori orientali procedettero ad una nuova spartizione delle province: a Lepido furono lasciate la Numidia e l'Africa proconsolaris, ad Antonio, la Gallia, la Transpadania e l'Oriente romano, ad Ottaviano spettarono l'Italia, la Sicilia, l'Iberia, e la Sardegna e Corsica.
Successivamente nacquero nuovi contrasti: Lucio Antonio, fratello di Antonio, nel 41 a.C. si ribellò ad Ottaviano poiché pretendeva che anche ai veterani del fratello fossero distribuite terre in Italia (oltre ai 170.000 veterani di Ottaviano), ma fu sconfitto a Perugia nel 40 a.C. Non si può provare che Antonio fosse a conoscenza delle azioni del fratello ma, dopo la sconfitta di quest'ultimo, entrambi decisero di non dare troppo peso all'accaduto (Lucio Antonio fu risparmiato e perfino inviato in Spagna come governatore).
Con il trattato di Brindisi (settembre del 40 a.C.) si venne ad una nuova divisione delle province: ad Antonio restò l'Oriente romano da Scutari, compresa la Macedonia e l'Acaia; ad Ottaviano l'Occidente compreso l'Illirico; a Lepido, ormai fuori dai giochi di potere, l'Africa e la Numidia; a Sesto Pompeo fu confermata la Sicilia per metterlo a tacere, affinché non arrecasse problemi in Occidente. Il patto fu sancito con il matrimonio tra Antonio, la cui moglie Fulvia era morta da poco, e la sorella di Ottaviano, Ottavia minore. Dopo il trattato di Brindisi, Ottaviano ruppe inoltre l'alleanza con Sesto Pompeo, ripudiò Scribonia, e sposò Livia Drusilla, madre di Tiberio e in attesa di un secondo figlio. Sesto Pompeo era diventato un alleato scomodo e Ottaviano decise di disfarsene di lì a poco. Si arrivò così ad una prima serie di scontri non particolarmente felici per Ottaviano: la flotta preparata per invadere la Sicilia fu infatti distrutta sia da Sesto sia da un violento fortunale.

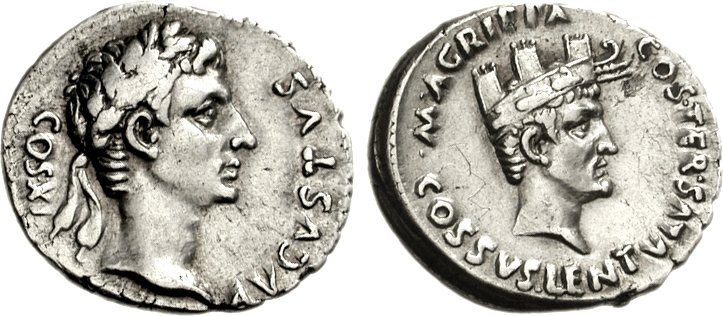
Moneta raffigurante Augusto e Marco Vipsanio Agrippa, vincitori della battaglia di Azio

Nel 38 a.C. Ottaviano si risolse ad incontrarsi a Brindisi con Antonio e Lepido per rinnovare il patto di alleanza per altri cinque anni. Nel 36 a.C., però, grazie all'amico e generale Marco Vipsanio Agrippa, Ottaviano riuscì a porre fine alla guerra con Sesto Pompeo. Sesto, grazie anche ad alcuni rinforzi inviati da Antonio, fu infatti sconfitto definitivamente presso Mileto. La Sicilia cadde e Sesto Pompeo fuggì in Oriente, dove poco dopo fu assassinato dai sicari di Antonio.
A quel punto, però, Ottaviano dovette far fronte alle ambizioni di Lepido, il quale riteneva che la Sicilia dovesse toccare a lui e, rompendo il patto di alleanza, mosse per impossessarsene. Sconfitto però rapidamente, dopo che i suoi soldati lo abbandonarono passando dalla parte di Ottaviano, Lepido fu infine confinato al Circeo, pur conservando la carica pubblica di pontifex maximus. A quel punto, dopo l'eliminazione graduale di tutti i contendenti nell'arco di sei anni, da Bruto e Cassio, a Sesto Pompeo e Lepido, la situazione rimase nelle sole mani di Ottaviano, in Occidente, e Antonio, in Oriente, portando un inevitabile aumento dei contrasti tra i due triumviri, ciascuno troppo ingombrante per l'altro, tanto più che i successi ottenuti nelle campagne militari di Ottaviano in Illirico (35-33 a.C.) e contro Lepido non erano stati compensati da Antonio in Oriente contro i Parti, limitandosi alla sola acquisizione in dote dell'Armenia.
Alla sua scadenza, nel 33 a.C., il triumvirato non venne rinnovato e, cosa ben più grave, Antonio ripudiò la sorella di Ottaviano con un affronto per quest'ultimo intollerabile. Il conflitto era ora inevitabile. Mancava solo il casus belli, che Ottaviano trovò nel testamento di Antonio, in cui risultavano le sue decisioni di lasciare i territori orientali di Roma a Cleopatra VII d'Egitto e ai suoi figli, compreso Cesarione, figlio di Gaio Giulio Cesare. Il Senato di Roma dichiarò guerra a Cleopatra, ultima regina tolemaica di Egitto, sul finire del 32 a.C. Antonio e Cleopatra furono sconfitti nella battaglia di Azio, del 2 settembre 31 a.C. e si suicidarono entrambi, l'anno successivo in Egitto.
La battaglia di Azio sancì la fine della Repubblica e l'inizio dell'Impero romano. Augusto, infatti, pur mantenendo formalmente alcune istituzioni repubblicane, di fatto trasformò la Repubblica romana in un principato.